# Séries éliminatoires de la Coupe Stanley 1999
Année précédente Année suivante
Les séries éliminatoires de la Coupe Stanley 1999 font suite à la saison 1998-1999 de la Ligue nationale de hockey.

## Arbre de qualification
Les huit premiers de la saison régulière dans chaque association sont qualifiés pour les séries éliminatoires ; l'équipe la mieux classée est opposée à la moins bien classée, la deuxième à la septième, la troisième à la sixième et la quatrième à la cinquième. Toutes les séries sont jouées au meilleur des sept matchs. Lors du deuxième tour des séries, les quatre équipes restantes dans chaque association sont opposées suivant le même principe : la meilleure est opposée à la moins bonne et les deux autres se rencontrent.
|  | Quarts de finale d'association | Quarts de finale d'association | Quarts de finale d'association |   |                           | Demi-finales d'association | Demi-finales d'association | Demi-finales d'association |  |   | Finales d'association  | Finales d'association | Finales d'association |  |   | Finale de la Coupe Stanley | Finale de la Coupe Stanley | Finale de la Coupe Stanley |
|  |                                |                                |                                |   |                           |                            |                            |                            |  |   |                        |                       |                       |  |   |                            |                            |                            |
|  | 1                              | Devils du New Jersey           | 3                              |   |                           |                            |                            |                            |  |   |                        |                       |                       |  |   |                            |                            |                            |
|  | 8                              | Penguins de Pittsburgh         | 4                              |   |                           |                            |                            |                            |  |   |                        |                       |                       |  |   |                            |                            |                            |
|  | 8                              | Penguins de Pittsburgh         | 4                              |   | 4                         | Maple Leafs de Toronto     | 4                          |                            |  |   |                        |                       |                       |  |   |                            |                            |                            |
|  |                                |                                |                                |   | 4                         | Maple Leafs de Toronto     | 4                          |                            |  |   |                        |                       |                       |  |   |                            |                            |                            |
|  |                                | 8                              | Penguins de Pittsburgh         | 2 |                           |                            |                            |                            |  |   |                        |                       |                       |  |   |                            |                            |                            |
|  | 2                              | 8                              | Penguins de Pittsburgh         | 2 | Sénateurs d’Ottawa        | 0                          |                            |                            |  |   |                        |                       |                       |  |   |                            |                            |                            |
|  | 2                              |                                |                                |   | Sénateurs d’Ottawa        | 0                          |                            |                            |  |   |                        |                       |                       |  |   |                            |                            |                            |
|  | 7                              | Sabres de Buffalo              | 4                              |   |                           |                            |                            |                            |  |   |                        |                       |                       |  |   |                            |                            |                            |
|  | 7                              | Sabres de Buffalo              | 4                              |   |                           |                            |                            |                            |  | 4 | Maple Leafs de Toronto | 1                     |                       |  |   |                            |                            |                            |
|  | Association de l'Est           |                                |                                |   |                           |                            |                            |                            |  | 4 | Maple Leafs de Toronto | 1                     |                       |  |   |                            |                            |                            |
|  |                                | 7                              | Sabres de Buffalo              | 4 |                           |                            |                            |                            |  |   |                        |                       |                       |  |   |                            |                            |                            |
|  | 3                              | 7                              | Sabres de Buffalo              | 4 | Hurricanes de la Caroline | 2                          |                            |                            |  |   |                        |                       |                       |  |   |                            |                            |                            |
|  | 3                              |                                |                                |   | Hurricanes de la Caroline | 2                          |                            |                            |  |   |                        |                       |                       |  |   |                            |                            |                            |
|  | 6                              | Bruins de Boston               | 4                              |   |                           |                            |                            |                            |  |   |                        |                       |                       |  |   |                            |                            |                            |
|  | 6                              | Bruins de Boston               | 4                              |   | 6                         | Bruins de Boston           | 2                          |                            |  |   |                        |                       |                       |  |   |                            |                            |                            |
|  |                                |                                |                                |   | 6                         | Bruins de Boston           | 2                          |                            |  |   |                        |                       |                       |  |   |                            |                            |                            |
|  |                                | 7                              | Sabres de Buffalo              | 4 |                           |                            |                            |                            |  |   |                        |                       |                       |  |   |                            |                            |                            |
|  | 4                              | 7                              | Sabres de Buffalo              | 4 | Maple Leafs de Toronto    | 4                          |                            |                            |  |   |                        |                       |                       |  |   |                            |                            |                            |
|  | 4                              |                                |                                |   | Maple Leafs de Toronto    | 4                          |                            |                            |  |   |                        |                       |                       |  |   |                            |                            |                            |
|  | 5                              | Flyers de Philadelphie         | 2                              |   |                           |                            |                            |                            |  |   |                        |                       |                       |  |   |                            |                            |                            |
|  | 5                              | Flyers de Philadelphie         | 2                              |   |                           |                            |                            |                            |  |   |                        |                       |                       |  | 7 | Sabres de Buffalo          | 2                          |                            |
|  |                                |                                |                                |   |                           |                            |                            |                            |  |   |                        |                       |                       |  | 7 | Sabres de Buffalo          | 2                          |                            |
|  |                                | 1                              | Stars de Dallas                | 4 |                           |                            |                            |                            |  |   |                        |                       |                       |  |   |                            |                            |                            |
|  | 1                              | 1                              | Stars de Dallas                | 4 | Stars de Dallas           | 4                          |                            |                            |  |   |                        |                       |                       |  |   |                            |                            |                            |
|  | 1                              |                                |                                |   | Stars de Dallas           | 4                          |                            |                            |  |   |                        |                       |                       |  |   |                            |                            |                            |
|  | 8                              | Oilers d'Edmonton              | 0                              |   |                           |                            |                            |                            |  |   |                        |                       |                       |  |   |                            |                            |                            |
|  | 8                              | Oilers d'Edmonton              | 0                              |   | 1                         | Stars de Dallas            | 4                          |                            |  |   |                        |                       |                       |  |   |                            |                            |                            |
|  |                                |                                |                                |   | 1                         | Stars de Dallas            | 4                          |                            |  |   |                        |                       |                       |  |   |                            |                            |                            |
|  |                                | 5                              | Blues de Saint-Louis           | 2 |                           |                            |                            |                            |  |   |                        |                       |                       |  |   |                            |                            |                            |
|  | 2                              | 5                              | Blues de Saint-Louis           | 2 | Avalanche du Colorado     | 4                          |                            |                            |  |   |                        |                       |                       |  |   |                            |                            |                            |
|  | 2                              |                                |                                |   | Avalanche du Colorado     | 4                          |                            |                            |  |   |                        |                       |                       |  |   |                            |                            |                            |
|  | 7                              | Sharks de San José             | 2                              |   |                           |                            |                            |                            |  |   |                        |                       |                       |  |   |                            |                            |                            |
|  | 7                              | Sharks de San José             | 2                              |   |                           |                            |                            |                            |  | 1 | Stars de Dallas        | 4                     |                       |  |   |                            |                            |                            |
|  | Association de l'Ouest         |                                |                                |   |                           |                            |                            |                            |  | 1 | Stars de Dallas        | 4                     |                       |  |   |                            |                            |                            |
|  |                                | 2                              | Avalanche du Colorado          | 3 |                           |                            |                            |                            |  |   |                        |                       |                       |  |   |                            |                            |                            |
|  | 3                              | 2                              | Avalanche du Colorado          | 3 | Red Wings de Détroit      | 4                          |                            |                            |  |   |                        |                       |                       |  |   |                            |                            |                            |
|  | 3                              |                                |                                |   | Red Wings de Détroit      | 4                          |                            |                            |  |   |                        |                       |                       |  |   |                            |                            |                            |
|  | 6                              | Mighty Ducks d'Anaheim         | 0                              |   |                           |                            |                            |                            |  |   |                        |                       |                       |  |   |                            |                            |                            |
|  | 6                              | Mighty Ducks d'Anaheim         | 0                              |   | 2                         | Avalanche du Colorado      | 4                          |                            |  |   |                        |                       |                       |  |   |                            |                            |                            |
|  |                                |                                |                                |   | 2                         | Avalanche du Colorado      | 4                          |                            |  |   |                        |                       |                       |  |   |                            |                            |                            |
|  |                                | 3                              | Red Wings de Détroit           | 2 |                           |                            |                            |                            |  |   |                        |                       |                       |  |   |                            |                            |                            |
|  | 4                              | 3                              | Red Wings de Détroit           | 2 | Coyotes de Phoenix        | 3                          |                            |                            |  |   |                        |                       |                       |  |   |                            |                            |                            |
|  | 4                              |                                |                                |   | Coyotes de Phoenix        | 3                          |                            |                            |  |   |                        |                       |                       |  |   |                            |                            |                            |
|  | 5                              | Blues de Saint-Louis           | 4                              |   |                           |                            |                            |                            |  |   |                        |                       |                       |  |   |                            |                            |                            |

## Résultats détaillés

### Quarts de finale d'association

#### New Jersey contre Pittsburgh
Les Devils du New Jersey opposés aux Penguins de Pittsburgh mènent 3 matchs à 2 mais ne parviennent pas à gagner les deux dernières rencontres. Ils sont éliminés pour la seconde saison consécutive lors du premier tour des séries éliminatoires.
| 22 avril | New Jersey | 3-1 (1-1, 1-0, 1-0) | Pittsburgh | Continental Airlines Arena 16 209 spectateurs |

| Feuille de match | Feuille de match                                                                                           | Feuille de match | Feuille de match                  | Feuille de match                                                  |
| ---------------- | --- | ---------------- | --------------------------------- | ----------------------------------------------------------------- |
|                  | Sýkora (Eliáš) — 7 min 35 s Sýkora (Souray, Eliáš) — 34 min 55 s Pandolfo (Niedermayer) — 59 min 29 s (CV) | 0-1 1-1 2-1 3-1  | Hrdina (Jágr, Šlégr) — 7 min 20 s | Arbitrage : Rob Shick Stephen Walkom Brad Lazarowich Dan Schachte |
| Martin Brodeur   | Gardiens                                                                                                   | Thomas Barrasso  |                                   | Arbitrage : Rob Shick Stephen Walkom Brad Lazarowich Dan Schachte |
| 10 min           | Pénalités                                                                                                  | 10 min           |                                   | Arbitrage : Rob Shick Stephen Walkom Brad Lazarowich Dan Schachte |
| 22               | Tirs | 25               |                                   | Arbitrage : Rob Shick Stephen Walkom Brad Lazarowich Dan Schachte |

| 24 avril | New Jersey | 1-4 (0-1, 0-2, 1-1) | Pittsburgh | Continental Airlines Arena 17 398 spectateurs |

| Feuille de match | Feuille de match                             | Feuille de match    | Feuille de match | Feuille de match                                                        |
| ---------------- | -------------------------------------------- | ------------------- | --- | ----------------------------------------------------------------------- |
|                  | Andreychuk (Pederson, Stevens) — 51 min 41 s | 0-1 0-2 0-3 0-4 1-4 | Morozov (Werenka, Straka) — 7 min 9 s Andrusak (Miller, Kovaliov) — 23 min 19 s Straka (Titov) — 32 min 55 s Kovaliov (Hatcher, Miller) — 41 min 41 s | Arbitrage : Richard Trottier Terry Gregson Brad Lazarowich Dan Schachte |
| Martin Brodeur   | Gardiens                                     | Thomas Barrasso     | | Arbitrage : Richard Trottier Terry Gregson Brad Lazarowich Dan Schachte |
| 12 min           | Pénalités                                    | 10 min              | | Arbitrage : Richard Trottier Terry Gregson Brad Lazarowich Dan Schachte |
| 29               | Tirs                                         | 17                  | | Arbitrage : Richard Trottier Terry Gregson Brad Lazarowich Dan Schachte |

| 25 avril | Pittsburgh | 4-2 (1-1, 0-1, 3-0) | New Jersey | Civic Arena 15 944 spectateurs |

| Feuille de match | Feuille de match | Feuille de match        | Feuille de match                                                                       | Feuille de match                                                  |
| ---------------- | --- | ----------------------- | -------------------------------------------------------------------------------------- | ----------------------------------------------------------------- |
|                  | Straka (kovaliov, Titov) — 5 min 56 s (SN) Straka (Titov) — 40 min 13 s Kovaliov (Hrdina, Miller) — 40 min 40 s Straka — 59 min 43 s (CV) | 1-0 1-1 1-2 2-2 3-2 4-2 | Bryline (McKay, Holík) — 12 min 51 s (SN) Arnott (Morrison, Sýkora) — 35 min 43 s (SN) | Arbitrage : Lance Roberts Bill McCreary Wayne Bonney Jay Sharrers |
| Thomas Barrasso  | Gardiens | Martin Brodeur          |                                                                                        | Arbitrage : Lance Roberts Bill McCreary Wayne Bonney Jay Sharrers |
| 20 min           | Pénalités | 28 min                  |                                                                                        | Arbitrage : Lance Roberts Bill McCreary Wayne Bonney Jay Sharrers |
| 22               | Tirs | 33                      |                                                                                        | Arbitrage : Lance Roberts Bill McCreary Wayne Bonney Jay Sharrers |

| 27 avril | Pittsburgh | 2-4 (1-2, 1-1, 0-1) | New Jersey | Civic Arena 17 129 spectateurs |

| Feuille de match | Feuille de match                                                                    | Feuille de match        | Feuille de match | Feuille de match                                                 |
| ---------------- | ----------------------------------------------------------------------------------- | ----------------------- | --- | ---------------------------------------------------------------- |
|                  | Hrdina (Brown, Miller) — 2 min 50 s (SN) Brown (Straka, Hatcher) — 27 min 28 s (SN) | 0-1 1-1 1-2 1-3 2-3 2-4 | Rolston (Brodeur) — 1 min 38 s (IN) McKay (Bryline, Holík) — 19 min 18 s Bryline (Niedermayer, Holík) — 20 min 51 s Stevens (Holík, McKay) — 42 min 50 s (SN) | Arbitrage : Paul Stewart Paul Devorski Wayne Bonney Jay Sharrers |
| Thomas Barrasso  | Gardiens                                                                            | Martin Brodeur          | | Arbitrage : Paul Stewart Paul Devorski Wayne Bonney Jay Sharrers |
| 6 min            | Pénalités                                                                           | 10 min                  | | Arbitrage : Paul Stewart Paul Devorski Wayne Bonney Jay Sharrers |
| 18               | Tirs                                                                                | 39                      | | Arbitrage : Paul Stewart Paul Devorski Wayne Bonney Jay Sharrers |

| 30 avril | New Jersey | 4-3 (1-0, 1-2, 2-1) | Pittsburgh | Continental Airlines Arena 18 724 spectateurs |

| Feuille de match | Feuille de match | Feuille de match            | Feuille de match                                                                                                 | Feuille de match                                                    |
| ---------------- | --- | --------------------------- | --- | ------------------------------------------------------------------- |
|                  | Stevens (Odelein, Brodeur) — 16 min 2 s (SN) McKay (Holík, Niedermayer) — 31 min 47 s Sýkora (Eliáš, Arnott) — 41 min 42 s McKay (Holík, Eliáš) — 54 min 4 s | 1-0 2-0 2-1 2-2 3-2 4-2 4-3 | Hatcher (Kovaliov, Lang) — 36 min 8 s Kovaliov (Šlégr) — 36 min 21 s Miller (Kovaliov, Brown) — 59 min 13 s (SN) | Arbitrage : Don VanMassenhoven Mark Faucette Swede Knox Shane Heyer |
| Martin Brodeur   | Gardiens | Thomas Barrasso             | | Arbitrage : Don VanMassenhoven Mark Faucette Swede Knox Shane Heyer |
| 14 min           | Pénalités | 12 min                      | | Arbitrage : Don VanMassenhoven Mark Faucette Swede Knox Shane Heyer |
| 27               | Tirs | 17                          | | Arbitrage : Don VanMassenhoven Mark Faucette Swede Knox Shane Heyer |

| 2 mai | Pittsburgh | 3-2 (pr) (0-1, 1-0, 1-1, 1-0) | New Jersey | Civic Arena 15 376 spectateurs |

| Feuille de match | Feuille de match                                                                                               | Feuille de match    | Feuille de match                                                                      | Feuille de match                                                      |
| ---------------- | --- | ------------------- | ------------------------------------------------------------------------------------- | --------------------------------------------------------------------- |
|                  | Straka (Kovaliov, Titov) — 26 min 44 s Jágr (Titov, Kovaliov) — 57 min 48 s Jágr (Straka, Moran) — 68 min 59 s | 0-1 1-1 1-2 2-2 3-2 | Bryline (Holík, Odelein) — 12 min 4 s Niedermayer (Arnott, Sýkora) — 44 min 34 s (SN) | Arbitrage : Dan Marouelli Stephen Walkom Ray Scapinello Greg Devorski |
| Thomas Barrasso  | Gardiens | Martin Brodeur      |                                                                                       | Arbitrage : Dan Marouelli Stephen Walkom Ray Scapinello Greg Devorski |
| 10 min           | Pénalités | 10 min              |                                                                                       | Arbitrage : Dan Marouelli Stephen Walkom Ray Scapinello Greg Devorski |
| 28               | Tirs | 27                  |                                                                                       | Arbitrage : Dan Marouelli Stephen Walkom Ray Scapinello Greg Devorski |

| 4 mai | New Jersey | 2-4 (0-0, 1-3, 1-1) | Pittsburgh | Continental Airlines Arena 19 040 spectateurs |

| Feuille de match | Feuille de match                                                                  | Feuille de match        | Feuille de match | Feuille de match                                                    |
| ---------------- | --------------------------------------------------------------------------------- | ----------------------- | --- | ------------------------------------------------------------------- |
|                  | Arnott (Eliáš, Sýkora) — 26 min 22 s Andreychuk (Odelein, Morrison) — 47 min 24 s | 0-1 1-1 1-2 1-3 2-3 2-4 | Titov (Straka) — 23 min 6 s Kovaliov (Straka) — 37 min 4 s Hrdina (Jágr) — 39 min 43 s Straka (Jágr, Moran) — 54 min 30 s | Arbitrage : Don Koharski Kerry Fraser Gordon Broseker Kevin Collins |
| Martin Brodeur   | Gardiens                                                                          | Thomas Barrasso         | | Arbitrage : Don Koharski Kerry Fraser Gordon Broseker Kevin Collins |
| 2 min            | Pénalités                                                                         | 6 min                   | | Arbitrage : Don Koharski Kerry Fraser Gordon Broseker Kevin Collins |
| 20               | Tirs                                                                              | 13                      | | Arbitrage : Don Koharski Kerry Fraser Gordon Broseker Kevin Collins |

#### Ottawa contre Buffalo
Les Sénateurs d'Ottawa, premiers de leur division, perdent 4 matchs à 0 au premier tour face aux Sabres de Buffalo.
| 21 avril | Ottawa | 1-2 (1-1, 0-1, 0-0) | Buffalo | Centre Corel 18 500 spectateurs |

| Feuille de match | Feuille de match                           | Feuille de match | Feuille de match                                                             | Feuille de match                                                |
| ---------------- | ------------------------------------------ | ---------------- | ---------------------------------------------------------------------------- | --------------------------------------------------------------- |
|                  | Redden (Emerson, Hossa) — 14 min 46 s (SN) | 0-1 1-1 1-2      | Peca (Varaďa, Warrener) — 4 min 32 s Brown (Peca, Jitnik) — 31 min 24 s (SN) | Arbitrage : Kerry Fraser Dennis LaRue Wayne Bonney Jay Sharrers |
| Ron Tugnutt      | Gardiens                                   | Dominik Hašek    |                                                                              | Arbitrage : Kerry Fraser Dennis LaRue Wayne Bonney Jay Sharrers |
| 10 min           | Pénalités                                  | 20 min           |                                                                              | Arbitrage : Kerry Fraser Dennis LaRue Wayne Bonney Jay Sharrers |
| 41               | Tirs                                       | 15               |                                                                              | Arbitrage : Kerry Fraser Dennis LaRue Wayne Bonney Jay Sharrers |

| 23 avril | Ottawa | 2-3 (2 pr) (0-1, 2-0, 0-1, 0-0, 0-1) | Buffalo | Centre Corel 18 500 spectateurs |

| Feuille de match | Feuille de match                                                                               | Feuille de match    | Feuille de match                                                                                            | Feuille de match                                                       |
| ---------------- | ---------------------------------------------------------------------------------------------- | ------------------- | --- | ---------------------------------------------------------------------- |
|                  | McEachern (Emerson, Dackell) — 22 min 53 s (SN) Alfredsson (Redden, Emerson) — 32 min 4 s (SN) | 0-1 1-1 2-1 2-2 2-3 | Juneau (Šatan, Brown) — 58 s Šatan (Peca, Juneau) — 46 min 43 s (SN) Šatan (Woolley, Juneau) — 110 min 35 s | Arbitrage : Don VanMassenhoven Mark Faucette Wayne Bonney Jay Sharrers |
| Damian Rhodes    | Gardiens                                                                                       | Dominik Hašek       | | Arbitrage : Don VanMassenhoven Mark Faucette Wayne Bonney Jay Sharrers |
| 18 min           | Pénalités                                                                                      | 22 min              | | Arbitrage : Don VanMassenhoven Mark Faucette Wayne Bonney Jay Sharrers |
| 47               | Tirs                                                                                           | 39                  | | Arbitrage : Don VanMassenhoven Mark Faucette Wayne Bonney Jay Sharrers |

| 25 avril | Buffalo | 3-0 (1-0, 2-0, 0-0) | Ottawa | Marine Midland Arena 18 595 spectateurs |

| Feuille de match | Feuille de match | Feuille de match | Feuille de match | Feuille de match                                                    |
| ---------------- | --- | ---------------- | ---------------- | ------------------------------------------------------------------- |
|                  | Ward (Peca, Varaďa) — 4 min 6 s Holzinger (Patrick, Woolley) — 27 min 47 s Holzinger (Primeau, Woolley) — 32 min 33 s (SN) | 1-0 2-0 3-0      |                  | Arbitrage : Rob Shick Stephen Walkom Gérard Gauthier Pierre Racicot |
| Dominik Hašek    | Gardiens | Damian Rhodes    |                  | Arbitrage : Rob Shick Stephen Walkom Gérard Gauthier Pierre Racicot |
| 10 min           | Pénalités | 12 min           |                  | Arbitrage : Rob Shick Stephen Walkom Gérard Gauthier Pierre Racicot |
| 26               | Tirs | 31               |                  | Arbitrage : Rob Shick Stephen Walkom Gérard Gauthier Pierre Racicot |

| 27 avril | Buffalo | 4-3 (2-0, 1-2, 1-1) | Ottawa | Marine Midland Arena 18 595 spectateurs |

| Feuille de match | Feuille de match | Feuille de match            | Feuille de match | Feuille de match                                                     |
| ---------------- | --- | --------------------------- | --- | -------------------------------------------------------------------- |
|                  | Rasmussen (Varaďa, Primeau) — 8 min 29 s Varaďa (Peca, Ward) — 10 min 17 s Varaďa (Ward, Peca) — 29 min 30 s Jitnik (Juneau, Grošek) — 46 min 44 s (SN) | 1-0 2-0 2-1 3-1 3-2 4-2 4-3 | York (Alfredsson, Redden) — 26 min 24 s McEachern (Alfredsson, York) — 30 min 32 s Emerson (Hossa, Arvedson) — 54 min 24 s | Arbitrage : Don Koharski Michael McGeough Mark Wheler Pierre Racicot |
| Dominik Hašek    | Gardiens | Ron Tugnutt                 | | Arbitrage : Don Koharski Michael McGeough Mark Wheler Pierre Racicot |
| 10 min           | Pénalités | 6 min                       | | Arbitrage : Don Koharski Michael McGeough Mark Wheler Pierre Racicot |
| 26               | Tirs | 43                          | | Arbitrage : Don Koharski Michael McGeough Mark Wheler Pierre Racicot |

#### Caroline contre Boston
Les Bruins de Boston remportent la série 4 victoires à 2 contre les Hurricanes de la Caroline.
| 22 avril | Caroline | 0-2 (0-0, 0-0, 0-2) | Boston | Greensboro Coliseum 11 059 spectateurs |

| Feuille de match | Feuille de match | Feuille de match | Feuille de match                                               | Feuille de match                                                   |
| ---------------- | ---------------- | ---------------- | -------------------------------------------------------------- | ------------------------------------------------------------------ |
|                  |                  | 0-1 0-2          | DiMaio — 41 min 50 s Belanger (Allison, Bourque) — 47 min 37 s | Arbitrage : Dan Marouelli Dave Jackson Brian Murphy Scott Driscoll |
| Artūrs Irbe      | Gardiens         | Byron Dafoe      |                                                                | Arbitrage : Dan Marouelli Dave Jackson Brian Murphy Scott Driscoll |
| 8 min            | Pénalités        | 8 min            |                                                                | Arbitrage : Dan Marouelli Dave Jackson Brian Murphy Scott Driscoll |
| 19               | Tirs             | 29               |                                                                | Arbitrage : Dan Marouelli Dave Jackson Brian Murphy Scott Driscoll |

| 24 avril | Caroline | 3-2 (pr) (0-0, 1-1, 1-1, 1-0) | Boston | Greensboro Coliseum 11 059 spectateurs |

| Feuille de match | Feuille de match | Feuille de match    | Feuille de match                                                       | Feuille de match                                                  |
| ---------------- | --- | ------------------- | ---------------------------------------------------------------------- | ----------------------------------------------------------------- |
|                  | Sheppard (GélinasCoffey) — 28 min 24 s Kron (Battaglia, Kovalenko) — 54 min 28 s Sheppard (Gélinas, Chiasson) — 77 min 5 s | 0-1 1-1 1-2 2-2 3-2 | Samsonov (Wilson) — 22 min 56 s Heinze (Carter, Allison) — 48 min 32 s | Arbitrage : Kerry Fraser Dennis LaRue Brian Murphy Scott Driscoll |
| Artūrs Irbe      | Gardiens | Byron Dafoe         |                                                                        | Arbitrage : Kerry Fraser Dennis LaRue Brian Murphy Scott Driscoll |
| 4 min            | Pénalités | 10 min              |                                                                        | Arbitrage : Kerry Fraser Dennis LaRue Brian Murphy Scott Driscoll |
| 30               | Tirs | 24                  |                                                                        | Arbitrage : Kerry Fraser Dennis LaRue Brian Murphy Scott Driscoll |

| 26 avril | Boston | 2-3 (1-1, 1-1, 0-1) | Caroline | FleetCenter 17 565 spectateurs |

| Feuille de match | Feuille de match                                                             | Feuille de match    | Feuille de match | Feuille de match                                                    |
| ---------------- | ---------------------------------------------------------------------------- | ------------------- | --- | ------------------------------------------------------------------- |
|                  | Samsonov (Thornton) — 9 min 48 s Carter (Allison, Bourque) — 33 min 7 s (SN) | 0-1 1-1 2-1 2-2 2-3 | Roberts (O'Neill, Kapanen) — 1 min 5 s Sheppard (Primeau, Chiasson) — 35 min 20 s (SN) Kron (Battaglia, Kovalenko) — 42 min 54 s | Arbitrage : Don VanMassenhoven Mark Faucette Swede Knox Shane Heyer |
| Byron Dafoe      | Gardiens                                                                     | Artūrs Irbe         | | Arbitrage : Don VanMassenhoven Mark Faucette Swede Knox Shane Heyer |
| 8 min            | Pénalités                                                                    | 10 min              | | Arbitrage : Don VanMassenhoven Mark Faucette Swede Knox Shane Heyer |
| 26               | Tirs                                                                         | 21                  | | Arbitrage : Don VanMassenhoven Mark Faucette Swede Knox Shane Heyer |

| 28 avril | Boston | 4-1 (0-1, 1-0, 3-0) | Caroline | FleetCenter 17 565 spectateurs |

| Feuille de match | Feuille de match | Feuille de match    | Feuille de match                | Feuille de match                                            |
| ---------------- | --- | ------------------- | ------------------------------- | ----------------------------------------------------------- |
|                  | Sweeney (Allison, Khristitch) — 38 min 18 s Wilson (Thornton, Bourque) — 43 min 54 s (SN) Heinze (Carter, Thornton) — 51 min 16 s DiMaio (Kristitch) — 59 min 23 s (CV) | 0-1 1-1 2-1 3-1 4-1 | Sheppard (Gélinas) — 4 min 21 s | Arbitrage : Rob Shick Stephen Walkom Swede Knox Shane Heyer |
| Byron Dafoe      | Gardiens | Artūrs Irbe         |                                 | Arbitrage : Rob Shick Stephen Walkom Swede Knox Shane Heyer |
| 14 min           | Pénalités | 14 min              |                                 | Arbitrage : Rob Shick Stephen Walkom Swede Knox Shane Heyer |
| 30               | Tirs | 23                  |                                 | Arbitrage : Rob Shick Stephen Walkom Swede Knox Shane Heyer |

| 30 avril | Caroline | 3-4 (2 pr) (1-0, 1-0, 1-3, 0-0, 0-1) | Boston | Greensboro Coliseum 11 059 spectateurs |

| Feuille de match | Feuille de match                                                                           | Feuille de match            | Feuille de match | Feuille de match                                                          |
| ---------------- | ------------------------------------------------------------------------------------------ | --------------------------- | --- | ------------------------------------------------------------------------- |
|                  | Chiasson (Sheppard, Primeau) — 3 min 49 s (SN) Sheppard (Primeau, Battaglia) — 35 min 19 s | 1-0 2-0 2-1 2-2 2-3 3-3 3-4 | Bourque (Kristitch, Heinze) — 40 min 34 s Van Impe (Bourque, Allison) — 41 min 59 s (SN) Axelsson — 42 min 26 s Carter (Thornton, Bourque) — 94 min 45 s | Arbitrage : Richard Trottier Terry Gregson Gérard Gauthier Pierre Racicot |
| Artūrs Irbe      | Gardiens                                                                                   | Byron Dafoe                 | | Arbitrage : Richard Trottier Terry Gregson Gérard Gauthier Pierre Racicot |
| 16 min           | Pénalités                                                                                  | 8 min                       | | Arbitrage : Richard Trottier Terry Gregson Gérard Gauthier Pierre Racicot |
| 40               | Tirs                                                                                       | 52                          | | Arbitrage : Richard Trottier Terry Gregson Gérard Gauthier Pierre Racicot |

| 2 mai | Boston | 2-0 (1-0, 1-0, 0-0) | Caroline | FleetCenter 17 565 spectateurs |

| Feuille de match | Feuille de match                                                              | Feuille de match | Feuille de match | Feuille de match                                                    |
| ---------------- | ----------------------------------------------------------------------------- | ---------------- | ---------------- | ------------------------------------------------------------------- |
|                  | Thornton (Kristitch, Allison) — 8 min 58 s (SN) Carter (Heinze) — 28 min 13 s | 1-0 2-0          |                  | Arbitrage : Lance Roberts Bill McCreary Mark Wheler Gérard Gauthier |
| Byron Dafoe      | Gardiens                                                                      | Artūrs Irbe      |                  | Arbitrage : Lance Roberts Bill McCreary Mark Wheler Gérard Gauthier |
| 8 min            | Pénalités                                                                     | 10 min           |                  | Arbitrage : Lance Roberts Bill McCreary Mark Wheler Gérard Gauthier |
| 21               | Tirs                                                                          | 31               |                  | Arbitrage : Lance Roberts Bill McCreary Mark Wheler Gérard Gauthier |

#### Toronto contre Philadelphie
Les Maple Leafs de Toronto remporte la série contre les Flyers de Philadelphie par la marque de 4 à 2.
| 22 avril | Toronto | 0-3 (0-1, 0-1, 0-1) | Philadelphie | Centre Air Canada 18 800 spectateurs |

| Feuille de match | Feuille de match | Feuille de match   | Feuille de match | Feuille de match                                                  |
| ---------------- | ---------------- | ------------------ | --- | ----------------------------------------------------------------- |
|                  |                  | 0-1 0-2 0-3        | Zelepoukine (Langkow) — 15 min 32 s LeClair (Brind'Amour, Duchesne) — 31 min 32 s (SN) Desjardins — 59 min 43 s (CV) | Arbitrage : Richard Trottier Terry Gregson Swede Knox Shane Heyer |
| Curtis Joseph    | Gardiens         | John Vanbiesbrouck | | Arbitrage : Richard Trottier Terry Gregson Swede Knox Shane Heyer |
| 14 min           | Pénalités        | 16 min             | | Arbitrage : Richard Trottier Terry Gregson Swede Knox Shane Heyer |
| 25               | Tirs             | 24                 | | Arbitrage : Richard Trottier Terry Gregson Swede Knox Shane Heyer |

| 24 avril | Toronto | 2-1 (0-1, 0-0, 2-0) | Philadelphie | Centre Air Canada 18 800 spectateurs |

| Feuille de match | Feuille de match                                                    | Feuille de match   | Feuille de match                     | Feuille de match                                             |
| ---------------- | ------------------------------------------------------------------- | ------------------ | ------------------------------------ | ------------------------------------------------------------ |
|                  | Thomas (Berard) — 58 min 1 s Sundin (Berezine, Markov) — 59 min 7 s | 0-1 1-1 2-1        | Jones (Greig, McGillis) — 11 min 9 s | Arbitrage : Rob Shick Stephen Walkom Mark Wheler Shane Heyer |
| Curtis Joseph    | Gardiens                                                            | John Vanbiesbrouck |                                      | Arbitrage : Rob Shick Stephen Walkom Mark Wheler Shane Heyer |
| 14 min           | Pénalités                                                           | 20 min             |                                      | Arbitrage : Rob Shick Stephen Walkom Mark Wheler Shane Heyer |
| 21               | Tirs                                                                | 25                 |                                      | Arbitrage : Rob Shick Stephen Walkom Mark Wheler Shane Heyer |

| 26 avril | Philadelphie | 1-2 (1-1, 0-1, 0-0) | Toronto | First Union Center 19 595 spectateurs |

| Feuille de match   | Feuille de match                             | Feuille de match | Feuille de match                                                                         | Feuille de match                                                    |
| ------------------ | -------------------------------------------- | ---------------- | ---------------------------------------------------------------------------------------- | ------------------------------------------------------------------- |
|                    | Dykhuis (Brind'Amour, Renberg) — 16 min 16 s | 1-0 1-1 1-2      | Johnson (McAlister, Sullivan) — 16 min 26 s Thomas (Berard, Sullivan) — 20 min 40 s (SN) | Arbitrage : Paul Stewart Paul Devorski Brad Lazarowich Dan Schachte |
| John Vanbiesbrouck | Gardiens                                     | Curtis Joseph    |                                                                                          | Arbitrage : Paul Stewart Paul Devorski Brad Lazarowich Dan Schachte |
| 10 min             | Pénalités                                    | 12 min           |                                                                                          | Arbitrage : Paul Stewart Paul Devorski Brad Lazarowich Dan Schachte |
| 41                 | Tirs                                         | 21               |                                                                                          | Arbitrage : Paul Stewart Paul Devorski Brad Lazarowich Dan Schachte |

| 28 avril | Philadelphie | 5-2 (2-2, 2-0, 1-0) | Toronto | First Union Center 19 703 spectateurs |

| Feuille de match   | Feuille de match | Feuille de match            | Feuille de match                                                                                | Feuille de match                                                          |
| ------------------ | --- | --------------------------- | ----------------------------------------------------------------------------------------------- | ------------------------------------------------------------------------- |
|                    | Berube (McCarthy, Desjardins) — 6 min 28 s LeClair (Duchesne, Desjardins) — 11 min 44 s (SN) Desjardins (Brind'Amour, Recchi) — 23 min 19 s (SN) LeClair (Langkow) — 37 min 57 s Brind'Amour (Jones, Bureau) — 59 min 38 s (CV) | 1-0 1-1 2-1 2-2 3-2 4-2 5-2 | Berezine (King, Perreault) — 9 min 47 s (SN) Sullivan (Berard, Iouchkevitch) — 12 min 22 s (SN) | Arbitrage : Don VanMassenhoven Mark Faucette Brad Lazarowich Dan Schachte |
| John Vanbiesbrouck | Gardiens | Curtis Joseph               |                                                                                                 | Arbitrage : Don VanMassenhoven Mark Faucette Brad Lazarowich Dan Schachte |
| 16 min             | Pénalités | 10 min                      |                                                                                                 | Arbitrage : Don VanMassenhoven Mark Faucette Brad Lazarowich Dan Schachte |
| 41                 | Tirs | 25                          |                                                                                                 | Arbitrage : Don VanMassenhoven Mark Faucette Brad Lazarowich Dan Schachte |

| 30 avril | Toronto | 2-1 (pr) (1-1, 0-0, 0-0, 1-0) | Philadelphie | Centre Air Canada 18 800 spectateurs |

| Feuille de match | Feuille de match                                                                 | Feuille de match   | Feuille de match                       | Feuille de match                                                 |
| ---------------- | -------------------------------------------------------------------------------- | ------------------ | -------------------------------------- | ---------------------------------------------------------------- |
|                  | Iouchkevitch (Berard, Berezine) — 9 min 16 s (SN) Perreault (Valk) — 71 min 51 s | 0-1 1-1 2-1        | Jones (Andersson, Bureau) — 1 min 52 s | Arbitrage : Bill McCreary Dan Marouelli Kevin Collins Jean Morin |
| Curtis Joseph    | Gardiens                                                                         | John Vanbiesbrouck |                                        | Arbitrage : Bill McCreary Dan Marouelli Kevin Collins Jean Morin |
| 6 min            | Pénalités                                                                        | 10 min             |                                        | Arbitrage : Bill McCreary Dan Marouelli Kevin Collins Jean Morin |
| 34               | Tirs                                                                             | 34                 |                                        | Arbitrage : Bill McCreary Dan Marouelli Kevin Collins Jean Morin |

| 2 mai | Philadelphie | 0-1 (0-0, 0-0, 0-1) | Toronto | First Union Center 19 706 spectateurs |

| Feuille de match   | Feuille de match | Feuille de match | Feuille de match                        | Feuille de match                                              |
| ------------------ | ---------------- | ---------------- | --------------------------------------- | ------------------------------------------------------------- |
|                    |                  | 0-1              | Berezine (Berard, Sundin) — 59 min (SN) | Arbitrage : Terry Gregson Rob Shick Wayne Bonney Jay Sharrers |
| John Vanbiesbrouck | Gardiens         | Curtis Joseph    |                                         | Arbitrage : Terry Gregson Rob Shick Wayne Bonney Jay Sharrers |
| 10 min             | Pénalités        | 12 min           |                                         | Arbitrage : Terry Gregson Rob Shick Wayne Bonney Jay Sharrers |
| 26                 | Tirs             | 20               |                                         | Arbitrage : Terry Gregson Rob Shick Wayne Bonney Jay Sharrers |

#### Dallas contre Edmonton
Les Stars de Dallas gagne la série contre les Oilers d'Edmonton 4 parties à 0.
| 21 avril | Dallas | 2-1 (0-0, 0-1, 2-0) | Edmonton | Reunion Arena 17 001 spectateurs |

| Feuille de match | Feuille de match                                                                 | Feuille de match | Feuille de match                          | Feuille de match                                                   |
| ---------------- | -------------------------------------------------------------------------------- | ---------------- | ----------------------------------------- | ------------------------------------------------------------------ |
|                  | Lehtinen (Modano, Matvichuk) — 40 min 13 s Carbonneau (Reid, Sloan) — 53 min 7 s | 0-1 1-1 2-1      | Murray (Falloon, Selivanov) — 38 min 54 s | Arbitrage : Don Koharski Michael McGeough Kevin Collins Jean Morin |
| Edward Belfour   | Gardiens                                                                         | Tommy Salo       |                                           | Arbitrage : Don Koharski Michael McGeough Kevin Collins Jean Morin |
| 24 min           | Pénalités                                                                        | 41 min           |                                           | Arbitrage : Don Koharski Michael McGeough Kevin Collins Jean Morin |
| 31               | Tirs                                                                             | 13               |                                           | Arbitrage : Don Koharski Michael McGeough Kevin Collins Jean Morin |

| 23 avril | Dallas | 3-2 (1-0, 0-0, 2-2) | Edmonton | Reunion Arena 17 001 spectateurs |

| Feuille de match | Feuille de match                                                                                           | Feuille de match    | Feuille de match                                                            | Feuille de match                                                 |
| ---------------- | --- | ------------------- | --------------------------------------------------------------------------- | ---------------------------------------------------------------- |
|                  | Carbonneau (Reid, Chambers) — 2 min 34 s Lehtinen (Hull, Modano) — 50 min 20 s Langenbrunner — 54 min 22 s | 1-0 1-1 2-1 3-1 3-2 | Grier (Marchant, Moreau) — 48 min 32 s Weight (Moreau, Smith) — 56 min 49 s | Arbitrage : Lance Roberts Bill McCreary Kevin Collins Jean Morin |
| Edward Belfour   | Gardiens                                                                                                   | Tommy Salo          |                                                                             | Arbitrage : Lance Roberts Bill McCreary Kevin Collins Jean Morin |
| 18 min           | Pénalités                                                                                                  | 14 min              |                                                                             | Arbitrage : Lance Roberts Bill McCreary Kevin Collins Jean Morin |
| 34               | Tirs | 19                  |                                                                             | Arbitrage : Lance Roberts Bill McCreary Kevin Collins Jean Morin |

| 25 avril | Edmonton | 2-3 (1-0, 0-0, 1-3) | Dallas | Skyreach Centre 17 100 spectateurs |

| Feuille de match | Feuille de match                                                                  | Feuille de match    | Feuille de match | Feuille de match                                                 |
| ---------------- | --------------------------------------------------------------------------------- | ------------------- | --- | ---------------------------------------------------------------- |
|                  | Smyth (Weight, Guerin) — 15 min 25 s (SN) Smyth (Guerin, Poti) — 40 min 24 s (SN) | 1-0 2-0 2-1 2-2 2-3 | Keane (Hrkac, Lukowich) — 46 min 15 s Modano (Hogue) — 50 min 20 s Nieuwendyk (Langenbrunner, Zoubov) — 52 min 32 s | Arbitrage : Dan Marouelli Dave Jackson Gordon Broseker Tim Nowak |
| Tommy Salo       | Gardiens                                                                          | Edward Belfour      | | Arbitrage : Dan Marouelli Dave Jackson Gordon Broseker Tim Nowak |
| 18 min           | Pénalités                                                                         | 20 min              | | Arbitrage : Dan Marouelli Dave Jackson Gordon Broseker Tim Nowak |
| 22               | Tirs                                                                              | 28                  | | Arbitrage : Dan Marouelli Dave Jackson Gordon Broseker Tim Nowak |

| 27 avril | Edmonton | 2-3 (3 pr) (0-0, 1-1, 1-1, 0-0, 0-0, 0-1) | Dallas | Skyreach Centre 17 100 spectateurs |

| Feuille de match | Feuille de match                                                              | Feuille de match    | Feuille de match | Feuille de match                                                     |
| ---------------- | ----------------------------------------------------------------------------- | ------------------- | --- | -------------------------------------------------------------------- |
|                  | Smyth (Laflamme, Murray) — 24 min 47 s Marchant (Moreau, Grier) — 46 min 33 s | 1-0 1-1 2-1 2-2 2-3 | Nieuwendyk (Moadno, Sydor) — 39 min 22 s (SN) Langenbrunner (Sydor, Zoubov) — 51 min 5 s (SN) Nieuwendyk (Zoubov, Hogue) — 117 min 34 s | Arbitrage : Richard Trottier Terry Gregson Gordon Broseker Tim Nowak |
| Tommy Salo       | Gardiens                                                                      | Edward Belfour      | | Arbitrage : Richard Trottier Terry Gregson Gordon Broseker Tim Nowak |
| 12 min           | Pénalités                                                                     | 10 min              | | Arbitrage : Richard Trottier Terry Gregson Gordon Broseker Tim Nowak |
| 39               | Tirs                                                                          | 56                  | | Arbitrage : Richard Trottier Terry Gregson Gordon Broseker Tim Nowak |

#### Colorado contre San José
L'Avalanche du Colorado, équipe mieux classée que les Sharks de San José, devaient jouer les deux premiers matchs de la série au Colorado mais en raison de la fusillade de Columbine qui s'est déroulée quatre jours avant le début de la série, les deux premiers matchs sont joués à San José. L'Avalanche remporte ce duel en six rencontres.
| 24 avril | San José | 1-3 (0-1, 0-1, 1-1) | Colorado | San Jose Arena 17 483 spectateurs |

| Feuille de match | Feuille de match                           | Feuille de match | Feuille de match | Feuille de match                                              |
| ---------------- | ------------------------------------------ | ---------------- | --- | ------------------------------------------------------------- |
|                  | Friesen (Norton, Murphy) — 54 min 5 s (SN) | 0-1 0-2 0-3 1-3  | Sakic (Fleury, Ozoliņš) — 16 min 16 s (SN) Ozoliņš (Sakic, Forsberg) — 34 min 39 s (SN) Sakic (Hejduk, Fleury) — 42 min 26 s | Arbitrage : Paul Stewart Paul Devorski Mike Cvik Randy Mitton |
| Michael Vernon   | Gardiens                                   | Patrick Roy      | | Arbitrage : Paul Stewart Paul Devorski Mike Cvik Randy Mitton |
| 16 min           | Pénalités                                  | 16 min           | | Arbitrage : Paul Stewart Paul Devorski Mike Cvik Randy Mitton |
| 43               | Tirs                                       | 31               | | Arbitrage : Paul Stewart Paul Devorski Mike Cvik Randy Mitton |

| 26 avril | San José | 1-2 (pr) (0-0, 0-0, 1-1, 0-1) | Colorado | San Jose Arena 17 483 spectateurs |

| Feuille de match | Feuille de match                          | Feuille de match | Feuille de match                                                                   | Feuille de match                                             |
| ---------------- | ----------------------------------------- | ---------------- | ---------------------------------------------------------------------------------- | ------------------------------------------------------------ |
|                  | Damphousse (Friesen, Norton) — 43 min 2 s | 1-0 1-1 1-2      | Foote (Forsberg, Hejduk) — 54 min 20 s (SN) Hejduk (Sakic, de Vries) — 67 min 53 s | Arbitrage : Kerry Fraser Dennis LaRue Randy Mitton Mike Cvik |
| Michael Vernon   | Gardiens                                  | Patrick Roy      |                                                                                    | Arbitrage : Kerry Fraser Dennis LaRue Randy Mitton Mike Cvik |
| 18 min           | Pénalités                                 | 12 min           |                                                                                    | Arbitrage : Kerry Fraser Dennis LaRue Randy Mitton Mike Cvik |
| 24               | Tirs                                      | 36               |                                                                                    | Arbitrage : Kerry Fraser Dennis LaRue Randy Mitton Mike Cvik |

| 28 avril | Colorado | 2-4 (0-1, 1-0, 1-3) | San José | McNichols Sports Arena 16 061 spectateurs |

| Feuille de match | Feuille de match                                                             | Feuille de match        | Feuille de match | Feuille de match                                                     |
| ---------------- | ---------------------------------------------------------------------------- | ----------------------- | --- | -------------------------------------------------------------------- |
|                  | Forsberg (Fleury) — 26 min 8 s Deadmarsh (Forsberg, Sakic) — 58 min 9 s (SN) | 0-1 1-1 1-2 1-3 2-3 2-4 | Ricci (Norton, Murphy) — 15 min 18 s (SN) Sturm (Ricci) — 49 min 52 s Sturm (Ricci, Nolan) — 53 min 8 s Nolan (Ricci) — 59 min 21 s (CV) | Arbitrage : Lance Roberts Bill McCreary Greg Devorski Ray Scapinello |
| Patrick Roy      | Gardiens                                                                     | Michael Vernon          | | Arbitrage : Lance Roberts Bill McCreary Greg Devorski Ray Scapinello |
| 16 min           | Pénalités                                                                    | 16 min                  | | Arbitrage : Lance Roberts Bill McCreary Greg Devorski Ray Scapinello |
| 36               | Tirs                                                                         | 33                      | | Arbitrage : Lance Roberts Bill McCreary Greg Devorski Ray Scapinello |

| 30 avril | Colorado | 3-7 (1-0, 2-3, 0-4) | San José | McNichols Sports Arena 16 061 spectateurs |

| Feuille de match                            | Feuille de match | Feuille de match                        | Feuille de match | Feuille de match                                                    |
| ------------------------------------------- | --- | --------------------------------------- | --- | ------------------------------------------------------------------- |
|                                             | Deadmarsh (Lemieux, Forsberg) — 7 min 27 s Foote (Fleury, Sakic) — 24 min 53 s Hejduk (Fleury, Sakic) — 35 min 35 s | 1-0 2-0 2-1 2-2 3-2 3-3 3-4 3-5 3-6 3-7 | Granato (Koroliouk) — 29 min 38 s Houlder (Norton, Sturm) — 30 min 6 s (SN) Marleau (Koroliouk, Vernon) — 38 min 1 s (SN) Koroliouk (Marleau, Granato) — 41 min 54 s Damphousse (Norton) — 44 min 17 s (IN) Ricci (Sturm) — 48 min 55 s Damphousse — 52 min 1 s (IN) | Arbitrage : Don Koharski Michael McGeough Gordon Broseker Tim Nowak |
| Patrick Roy Craig Billington (à 51 min 1 s) | Gardiens | Michael Vernon                          | | Arbitrage : Don Koharski Michael McGeough Gordon Broseker Tim Nowak |
| 16 min                                      | Pénalités | 16 min                                  | | Arbitrage : Don Koharski Michael McGeough Gordon Broseker Tim Nowak |
| 36                                          | Tirs | 31                                      | | Arbitrage : Don Koharski Michael McGeough Gordon Broseker Tim Nowak |

| 1er mai | Colorado | 6-2 (1-0, 4-0, 1-2) | San José | McNichols Sports Arena 16 051 spectateurs |

| Feuille de match | Feuille de match | Feuille de match                | Feuille de match                                                                                   | Feuille de match                                                |
| ---------------- | --- | ------------------------------- | -------------------------------------------------------------------------------------------------- | --------------------------------------------------------------- |
|                  | Forsberg (Lemieux) — 4 min 31 s (IN) Fleury (Lemieux, Sakic) — 31 min 15 s (SN) Sakic (Fleury, Hejduk) — 32 min 55 s Lemieux (Forsberg, Roy) — 33 min 44 s Deadmarsh (Lemieux, Miller) — 39 min 58 s (SN) Fleury (Ozoliņš, Sakic) — 48 min 27 s | 1-0 2-0 3-0 4-0 5-0 5-1 6-1 6-2 | Marleau (Ragnarsson, Koroliouk) — 44 min 35 s (SN) Houlder (Damphousse, Norton) — 59 min 36 s (SN) | Arbitrage : Don Koharski Kerry Fraser Gordon Broseker Tim Nowak |
| Patrick Roy      | Gardiens | Steven Shields                  | | Arbitrage : Don Koharski Kerry Fraser Gordon Broseker Tim Nowak |
| 48 min           | Pénalités | 28 min                          | | Arbitrage : Don Koharski Kerry Fraser Gordon Broseker Tim Nowak |
| 36               | Tirs | 31                              | | Arbitrage : Don Koharski Kerry Fraser Gordon Broseker Tim Nowak |

| 3 mai | San José | 2-3 (pr) (0-0, 1-1, 1-1, 0-1) | Colorado | San Jose Arena 17 483 spectateurs |

| Feuille de match | Feuille de match                                                                        | Feuille de match    | Feuille de match | Feuille de match                                                   |
| ---------------- | --------------------------------------------------------------------------------------- | ------------------- | --- | ------------------------------------------------------------------ |
|                  | Houlder (Friesen, Norton) — 36 min 29 s (SN) Friesen (Murphy, Damphousse) — 51 min 51 s | 0-1 1-1 2-1 2-2 2-3 | Fleury (Forsberg, Hejduk) — 32 min 52 s Ozoliņš (Sakic, Fleury) — 53 min 29 s (SN) Hejduk (Sakic, Fleury) — 73 min 12 s | Arbitrage : Paul Stewart Paul Devorski Brian Murphy Scott Driscoll |
| Michael Vernon   | Gardiens                                                                                | Patrick Roy         | | Arbitrage : Paul Stewart Paul Devorski Brian Murphy Scott Driscoll |
| 8 min            | Pénalités                                                                               | 16 min              | | Arbitrage : Paul Stewart Paul Devorski Brian Murphy Scott Driscoll |
| 29               | Tirs                                                                                    | 33                  | | Arbitrage : Paul Stewart Paul Devorski Brian Murphy Scott Driscoll |

#### Détroit contre Anaheim
Les Red Wings de Détroit gagne contre les Mighty Ducks d’Anaheim par le compte de quatre parties à zéro.
| 21 avril | Détroit | 5-3 (2-1, 2-1, 1-1) | Anaheim | Joe Louis Arena 19 983 spectateurs |

| Feuille de match | Feuille de match | Feuille de match                     | Feuille de match | Feuille de match                                                            |
| ---------------- | --- | ------------------------------------ | --- | --------------------------------------------------------------------------- |
|                  | Yzerman (Lidström, Lapointe) — 11 min 6 s Clark (Fiodorov, Ward) — 17 min 30 s Yzerman (Holmström, Shanahan) — 20 min 31 s (SN) Brown (Clark, Fiodorov) — 36 min 49 s Yzerman — 58 min 42 s | 0-1 1-1 2-1 3-1 3-2 4-2 4-3 5-3      | McInnis (Rucchin, Kariya) — 6 min 41 s (SN) Kariya (Rucchin, Selänne) — 21 min 45 s Selänne (Kariya, Rucchin) — 53 min 3 s | Arbitrage : Don VanMassenhoven Mark Faucette Gérard Gauthier Pierre Racicot |
| Chris Osgood     | Gardiens | Guy Hebert Tom Askey (à 29 min 33 s) | | Arbitrage : Don VanMassenhoven Mark Faucette Gérard Gauthier Pierre Racicot |
| 12 min           | Pénalités | 14 min                               | | Arbitrage : Don VanMassenhoven Mark Faucette Gérard Gauthier Pierre Racicot |
| 37               | Tirs | 29                                   | | Arbitrage : Don VanMassenhoven Mark Faucette Gérard Gauthier Pierre Racicot |

| 23 avril | Détroit | 5-1 (4-0, 1-0, 0-1) | Anaheim | Joe Louis Arena 19 983 spectateurs |

| Feuille de match | Feuille de match | Feuille de match        | Feuille de match                              | Feuille de match                                                     |
| ---------------- | --- | ----------------------- | --------------------------------------------- | -------------------------------------------------------------------- |
|                  | Shanahan (Fiodorov, Yzerman) — 1 min Shanahan (Lidström) — 10 min 14 s (SN) Holmström (Shanahan, Chelios) — 13 min 43 s Brown (Fiodorov, Lidström) — 19 min 17 s (SN) Yzerman (Dandenault, Chelios) — 29 min 42 s (SN) | 1-0 2-0 3-0 4-0 5-0 5-1 | Selänne (Kariya, Olausson) — 49 min 11 s (SN) | Arbitrage : Kerry Fraser Dennis LaRue Gérard Gauthier Pierre Racicot |
| Chris Osgood     | Gardiens | Guy Hebert              |                                               | Arbitrage : Kerry Fraser Dennis LaRue Gérard Gauthier Pierre Racicot |
| 18 min           | Pénalités | 36 min                  |                                               | Arbitrage : Kerry Fraser Dennis LaRue Gérard Gauthier Pierre Racicot |
| 36               | Tirs | 31                      |                                               | Arbitrage : Kerry Fraser Dennis LaRue Gérard Gauthier Pierre Racicot |

| 25 avril | Anaheim | 2-4 (2-1, 0-2, 0-1) | Détroit | Arrowhead Pond of Anaheim 17 174 spectateurs |

| Feuille de match | Feuille de match                                                                         | Feuille de match        | Feuille de match | Feuille de match                                                       |
| ---------------- | ---------------------------------------------------------------------------------------- | ----------------------- | --- | ---------------------------------------------------------------------- |
|                  | McInnis (Selänne, Olausson) — 9 min 33 s (SN) Marshall (Trnka, Green) — 15 min 14 s (SN) | 0-1 1-1 2-1 2-2 2-3 2-4 | Fiodorov (Clark, Brown) — 1 min 43 s Holmström (Shanahan, Lidström) — 21 min 51 s (SN) Yzerman (Lidström, Clark) — 24 min 24 s (SN) Kozlov (Lapointe, Larionov) — 41 min 54 s | Arbitrage : Don Koharski Michael McGeough Ray Scapinello Greg Devorski |
| Guy Hebert       | Gardiens                                                                                 | Chris Osgood            | | Arbitrage : Don Koharski Michael McGeough Ray Scapinello Greg Devorski |
| 22 min           | Pénalités                                                                                | 14 min                  | | Arbitrage : Don Koharski Michael McGeough Ray Scapinello Greg Devorski |
| 24               | Tirs                                                                                     | 24                      | | Arbitrage : Don Koharski Michael McGeough Ray Scapinello Greg Devorski |

| 27 avril | Anaheim | 0-3 (0-0, 0-1, 0-2) | Détroit | Arrowhead Pond of Anaheim 17 174 spectateurs |

| Feuille de match | Feuille de match | Feuille de match | Feuille de match | Feuille de match                                                    |
| ---------------- | ---------------- | ---------------- | --- | ------------------------------------------------------------------- |
|                  |                  | 0-1 0-2 0-3      | Holmström (Lidström) — 36 min 44 s (SN) Shanahan (Fiodorov, Yzerman) — 51 min 51 s Kozlov (Larionov, Samuelsson) — 54 min 57 s | Arbitrage : Dan Marouelli Dave Jackson Ray Scapinello Greg Devorski |
| Guy Hebert       | Gardiens         | Chris Osgood     | | Arbitrage : Dan Marouelli Dave Jackson Ray Scapinello Greg Devorski |
| 8 min            | Pénalités        | 12 min           | | Arbitrage : Dan Marouelli Dave Jackson Ray Scapinello Greg Devorski |
| 31               | Tirs             | 38               | | Arbitrage : Dan Marouelli Dave Jackson Ray Scapinello Greg Devorski |

#### Phoenix contre Saint-Louis
Les Blues de Saint-Louis remportent la série contre les Coyotes de Phoenix en sept rencontres.
| 22 avril | Phoenix | 1-3 (0-1, 0-1, 1-1) | Saint-Louis | America West Arena 16 210 spectateurs |

| Feuille de match     | Feuille de match                      | Feuille de match | Feuille de match | Feuille de match                                                    |
| -------------------- | ------------------------------------- | ---------------- | --- | ------------------------------------------------------------------- |
|                      | Reichel (Tocchet, Drake) — 58 min 8 s | 0-1 0-2 0-3 1-3  | MacInnis (Rivers) — 2 min 22 s Rivers (Yake, MacInnis) — 37 min 24 s (SN) Pellerin (MacInnis, Fuhr) — 59 min 18 s (CV) | Arbitrage : Paul Stewart Paul Devorski Ray Scapinello Greg Devorski |
| Nikolaï Khabibouline | Gardiens                              | Grant Fuhr       | | Arbitrage : Paul Stewart Paul Devorski Ray Scapinello Greg Devorski |
| 8 min                | Pénalités                             | 14 min           | | Arbitrage : Paul Stewart Paul Devorski Ray Scapinello Greg Devorski |
| 27                   | Tirs                                  | 25               | | Arbitrage : Paul Stewart Paul Devorski Ray Scapinello Greg Devorski |

| 24 avril | Phoenix | 4-3 (pr) (0-1, 1-1, 2-1, 1-0) | Saint-Louis | America West Arena 16 210 spectateurs |

| Feuille de match     | Feuille de match | Feuille de match            | Feuille de match | Feuille de match                                                    |
| -------------------- | --- | --------------------------- | --- | ------------------------------------------------------------------- |
|                      | Drake (Doan, Ylönen) — 25 min 53 s Numminen (Drake, Tocchet) — 42 min 15 s (SN) Carney — 54 min 26 s Doan (Drake, Ylönen) — 68 min 58 s | 0-1 1-1 1-2 2-2 3-2 3-3 4-3 | MacInnis (Courtnall, Yake) — 5 min 31 s (SN) Turgeon (MacInnis, Young) — 32 min 43 s Demitra (MacInnis, Young) — 56 min 42 s (SN) | Arbitrage : Dan Marouelli Dave Jackson Ray Scapinello Greg Devorski |
| Nikolaï Khabibouline | Gardiens | Grant Fuhr                  | | Arbitrage : Dan Marouelli Dave Jackson Ray Scapinello Greg Devorski |
| 12 min               | Pénalités | 16 min                      | | Arbitrage : Dan Marouelli Dave Jackson Ray Scapinello Greg Devorski |
| 28                   | Tirs | 34                          | | Arbitrage : Dan Marouelli Dave Jackson Ray Scapinello Greg Devorski |

| 25 avril | Saint-Louis | 4-5 (0-3, 2-1, 2-1) | Phoenix | Kiel Center 17 539 spectateurs |

| Feuille de match                          | Feuille de match | Feuille de match                    | Feuille de match | Feuille de match                                                    |
| ----------------------------------------- | --- | ----------------------------------- | --- | ------------------------------------------------------------------- |
|                                           | Demitra (Turgeon, Young) — 36 min 43 s (SN) Yake (Courtnall, MacInnis) — 36 min 55 s (SN) Courtnall (MacInnis, Pronger) — 45 min 51 s (SN) Atcheynum (Conroy, Demitra) — 59 min 45 s | 0-1 0-2 0-3 0-4 1-4 2-4 3-4 3-5 4-5 | Drake (Leach, Doan) — 3 min 46 s Tkachuk (Reichel, Tverdovski) — 7 min 19 s (SN) DeBrusk (Noonan, Carney) — 8 min 31 s DeBrusk (Noonan) — 22 min 35 s Doan (Tkachuk, Carney) — 59 min 9 s (CV) | Arbitrage : Richard Trottier Terry Gregson Kevin Collins Jean Morin |
| Jamie McLennan Grant Fuhr (à 37 min 12 s) | Gardiens | Nikolaï Khabibouline                | | Arbitrage : Richard Trottier Terry Gregson Kevin Collins Jean Morin |
| 41 min                                    | Pénalités | 31 min                              | | Arbitrage : Richard Trottier Terry Gregson Kevin Collins Jean Morin |
| 38                                        | Tirs | 18                                  | | Arbitrage : Richard Trottier Terry Gregson Kevin Collins Jean Morin |

| 27 avril | Saint-Louis | 1-2 (0-0, 1-2, 0-0) | Phoenix | Kiel Center 19 529 spectateurs |

| Feuille de match | Feuille de match                         | Feuille de match     | Feuille de match                                                              | Feuille de match                                                 |
| ---------------- | ---------------------------------------- | -------------------- | ----------------------------------------------------------------------------- | ---------------------------------------------------------------- |
|                  | Rhéaume (Turgeon, Demitra) — 25 min 58 s | 1-0 1-1 1-2          | Adams (Reichel, Neckář) — 31 min Drake (Numminen, Tkachuk) — 39 min 25 s (SN) | Arbitrage : Lance Roberts Bill McCreary Kevin Collins Jean Morin |
| Grant Fuhr       | Gardiens                                 | Nikolaï Khabibouline |                                                                               | Arbitrage : Lance Roberts Bill McCreary Kevin Collins Jean Morin |
| 6 min            | Pénalités                                | 8 min                |                                                                               | Arbitrage : Lance Roberts Bill McCreary Kevin Collins Jean Morin |
| 28               | Tirs                                     | 20                   |                                                                               | Arbitrage : Lance Roberts Bill McCreary Kevin Collins Jean Morin |

| 30 avril | Phoenix | 1-2 (pr) (0-0, 1-0, 0-1, 0-1) | Saint-Louis | America West Arena 16 210 spectateurs |

| Feuille de match     | Feuille de match                            | Feuille de match | Feuille de match                                                                    | Feuille de match                                                   |
| -------------------- | ------------------------------------------- | ---------------- | ----------------------------------------------------------------------------------- | ------------------------------------------------------------------ |
|                      | Drake (Tocchet, Tkachuk) — 36 min 25 s (SN) | 1-0 1-1 1-2      | MacInnis (Pronger, Young) — 51 min 50 s (SN) Young (Pronger, Turgeon) — 65 min 43 s | Arbitrage : Kerry Fraser Paul Devorski Brian Murphy Scott Driscoll |
| Nikolaï Khabibouline | Gardiens                                    | Grant Fuhr       |                                                                                     | Arbitrage : Kerry Fraser Paul Devorski Brian Murphy Scott Driscoll |
| 12 min               | Pénalités                                   | 12 min           |                                                                                     | Arbitrage : Kerry Fraser Paul Devorski Brian Murphy Scott Driscoll |
| 27                   | Tirs                                        | 43               |                                                                                     | Arbitrage : Kerry Fraser Paul Devorski Brian Murphy Scott Driscoll |

| 2 mai | Saint-Louis | 5-3 (2-1, 1-2, 2-0) | Phoenix | Kiel Center 16 629 spectateurs |

| Feuille de match | Feuille de match | Feuille de match                | Feuille de match | Feuille de match                                                    |
| ---------------- | --- | ------------------------------- | --- | ------------------------------------------------------------------- |
|                  | Conroy (Atcheynum, Persson) — 2 min 56 s Young (Turgeon) — 8 min 25 s (SN) Pronger (Turgeon, Young) — 37 min (SN) Finley (Turgeon, Handzuš) — 48 min 59 s Conroy (Eastwood, Atcheynum) — 55 min 49 s | 0-1 1-1 2-1 2-2 2-3 3-3 4-3 5-3 | Stapleton (Cummins) — 2 min 20 s Leach (Corkum, Tverdovski) — 32 min 18 s Numminen (Reichel, Lumme) — 33 min 51 s (SN) | Arbitrage : Don VanMassenhoven Mark Faucette Randy Mitton Mike Cvik |
| Grant Fuhr       | Gardiens | Nikolaï Khabibouline            | | Arbitrage : Don VanMassenhoven Mark Faucette Randy Mitton Mike Cvik |
| 10 min           | Pénalités | 14 min                          | | Arbitrage : Don VanMassenhoven Mark Faucette Randy Mitton Mike Cvik |
| 34               | Tirs | 21                              | | Arbitrage : Don VanMassenhoven Mark Faucette Randy Mitton Mike Cvik |

| 4 mai | Phoenix | 0-1 (pr) (0-0, 0-0, 0-0, 0-1) | Saint-Louis | America West Arena 16 210 spectateurs |

| Feuille de match     | Feuille de match | Feuille de match | Feuille de match                       | Feuille de match                                              |
| -------------------- | ---------------- | ---------------- | -------------------------------------- | ------------------------------------------------------------- |
|                      |                  | 0-1              | Turgeon (Persson, Young) — 77 min 59 s | Arbitrage : Bill McCreary Terry Gregson Shane Heyer Mike Cvik |
| Nikolaï Khabibouline | Gardiens         | Grant Fuhr       |                                        | Arbitrage : Bill McCreary Terry Gregson Shane Heyer Mike Cvik |
| 10 min               | Pénalités        | 10 min           |                                        | Arbitrage : Bill McCreary Terry Gregson Shane Heyer Mike Cvik |
| 35                   | Tirs             | 35               |                                        | Arbitrage : Bill McCreary Terry Gregson Shane Heyer Mike Cvik |

### Demi-finales d'association

#### Toronto contre Pittsburgh
Les Maple Leafs remportent la série contre les Penguins par la marque de quatre rencontres à deux.
| 7 mai | Toronto | 0-2 (0-1, 0-0, 0-1) | Pittsburgh | Centre Air Canada 18 800 spectateurs |

| Feuille de match | Feuille de match | Feuille de match | Feuille de match                                 | Feuille de match                                                      |
| ---------------- | ---------------- | ---------------- | ------------------------------------------------ | --------------------------------------------------------------------- |
|                  |                  | 0-1 0-2          | Kesa — 10 min 52 s (SN) Titov — 59 min 23 s (CV) | Arbitrage : Don VanMassenhoven Mark Faucette Dan Schachte Shane Heyer |
| Curtis Joseph    | Gardiens         | Thomas Barrasso  |                                                  | Arbitrage : Don VanMassenhoven Mark Faucette Dan Schachte Shane Heyer |
| 8 min            | Pénalités        | 10 min           |                                                  | Arbitrage : Don VanMassenhoven Mark Faucette Dan Schachte Shane Heyer |
| 20               | Tirs             | 19               |                                                  | Arbitrage : Don VanMassenhoven Mark Faucette Dan Schachte Shane Heyer |

| 9 mai | Toronto | 4-2 (2-0, 1-1, 1-1) | Pittsburgh | Centre Air Canada 18 800 spectateurs |

| Feuille de match | Feuille de match | Feuille de match        | Feuille de match                                        | Feuille de match                                               |
| ---------------- | --- | ----------------------- | ------------------------------------------------------- | -------------------------------------------------------------- |
|                  | Bohonos (Markov, Sundin) — 6 min 6 s Sundin (Bohonos, Iouchkevitch) — 14 min 41 s (SN) Sundin (Kaberle, Sullivan) — 31 min 49 s Thomas (Sundin, Bohonos) — 56 min 50 s | 1-0 2-0 2-1 3-1 3-2 4-2 | Miller — 29 min 12 s Titov (Jágr, Straka) — 52 min 42 s | Arbitrage : Don Koharski Paul Stewart Dan Schachte Shane Heyer |
| Curtis Joseph    | Gardiens | Thomas Barrasso         |                                                         | Arbitrage : Don Koharski Paul Stewart Dan Schachte Shane Heyer |
| 12 min           | Pénalités | 31 min                  |                                                         | Arbitrage : Don Koharski Paul Stewart Dan Schachte Shane Heyer |
| 25               | Tirs | 27                      |                                                         | Arbitrage : Don Koharski Paul Stewart Dan Schachte Shane Heyer |

| 11 mai | Pittsburgh | 4-3 (0-0, 2-3, 2-0) | Toronto | Civic Arena 17 118 spectateurs |

| Feuille de match | Feuille de match | Feuille de match            | Feuille de match                                                                                                 | Feuille de match                                                |
| ---------------- | --- | --------------------------- | --- | --------------------------------------------------------------- |
|                  | Hatcher (Brown, Jágr) — 30 min 42 s (SN) Dollas (Brown, Morozov) — 32 min 45 s Jágr (Brown, Straka) — 49 min 3 s (SN) Šlégr (Kovaliov, Jágr) — 50 min 43 s | 0-1 1-1 1-2 2-2 2-3 3-3 4-3 | Johnson (D. King, Markov) — 28 min 21 s D. King (Johnson, Côté) — 32 min 19 s Mair (K. King, Domi) — 32 min 58 s | Arbitrage : Kerry Fraser Dave Jackson Wayne Bonney Jay Sharrers |
| Thomas Barrasso  | Gardiens | Curtis Joseph               | | Arbitrage : Kerry Fraser Dave Jackson Wayne Bonney Jay Sharrers |
| 10 min           | Pénalités | 10 min                      | | Arbitrage : Kerry Fraser Dave Jackson Wayne Bonney Jay Sharrers |
| 21               | Tirs | 29                          | | Arbitrage : Kerry Fraser Dave Jackson Wayne Bonney Jay Sharrers |

| 13 mai | Pittsburgh | 2-3 (pr) (1-0, 0-1, 1-1, 0-1) | Toronto | Civic Arena 17 142 spectateurs |

| Feuille de match | Feuille de match                                           | Feuille de match    | Feuille de match | Feuille de match                                              |
| ---------------- | ---------------------------------------------------------- | ------------------- | --- | ------------------------------------------------------------- |
|                  | Jágr (Miller) — 5 min Werenka (Lang, Straka) — 47 min 10 s | 1-0 1-1 1-2 2-2 2-3 | Sundin (Bohonos, Thomas) — 36 min 57 s Bohonos (Sundin, Thomas) — 45 min 28 s Berezine (Valk, Kaberle) — 62 min 18 s | Arbitrage : Rob Shick Paul Devorski Wayne Bonney Jay Sharrers |
| Thomas Barrasso  | Gardiens                                                   | Curtis Joseph       | | Arbitrage : Rob Shick Paul Devorski Wayne Bonney Jay Sharrers |
| 6 min            | Pénalités                                                  | 6 min               | | Arbitrage : Rob Shick Paul Devorski Wayne Bonney Jay Sharrers |
| 14               | Tirs                                                       | 30                  | | Arbitrage : Rob Shick Paul Devorski Wayne Bonney Jay Sharrers |

| 15 mai | Toronto | 4-1 (2-0, 1-1, 1-0) | Pittsburgh | Centre Air Canada 18 800 spectateurs |

| Feuille de match | Feuille de match | Feuille de match    | Feuille de match     | Feuille de match                                                       |
| ---------------- | --- | ------------------- | -------------------- | ---------------------------------------------------------------------- |
|                  | Côté (D. King, Berezine) — 7 min 4 s Johnson (Iouchkevitch, Adams) — 10 min 48 s Thomas (Bohonos) — 33 min 44 s Berezine (Perreault) — 55 min | 1-0 2-0 3-0 3-1 4-1 | Hrdina — 34 min 13 s | Arbitrage : Terry Gregson Bill McCreary Ray Scapinello Gordon Broseker |
| Curtis Joseph    | Gardiens | Thomas Barrasso     |                      | Arbitrage : Terry Gregson Bill McCreary Ray Scapinello Gordon Broseker |
| 26 min           | Pénalités | 42 min              |                      | Arbitrage : Terry Gregson Bill McCreary Ray Scapinello Gordon Broseker |
| 20               | Tirs | 16                  |                      | Arbitrage : Terry Gregson Bill McCreary Ray Scapinello Gordon Broseker |

| 17 mai | Pittsburgh | 3-4 (pr) (2-0, 1-3, 0-0, 0-1) | Toronto | Civic Arena 17 087 spectateurs |

| Feuille de match | Feuille de match                                                                                                 | Feuille de match            | Feuille de match | Feuille de match                                                      |
| ---------------- | --- | --------------------------- | --- | --------------------------------------------------------------------- |
|                  | Brown (Jágr, Straka) — 5 min 4 s (SN) Kovaliov (Šlégr, Miller) — 14 min 6 s Jágr (Miller, Hatcher) — 34 min 41 s | 1-0 2-0 2-1 2-2 2-3 3-3 3-4 | Bohonos (Sundin) — 23 min 26 s Valk — 23 min 52 s Berezine (Perreault) — 31 min 43 s Valk (Berezine, Perreault) — 61 min 57 s | Arbitrage : Don Koharski Dan Marouelli Ray Scapinello Gordon Broseker |
| Thomas Barrasso  | Gardiens | Curtis Joseph               | | Arbitrage : Don Koharski Dan Marouelli Ray Scapinello Gordon Broseker |
| 10 min           | Pénalités | 6 min                       | | Arbitrage : Don Koharski Dan Marouelli Ray Scapinello Gordon Broseker |
| 28               | Tirs | 30                          | | Arbitrage : Don Koharski Dan Marouelli Ray Scapinello Gordon Broseker |

#### Boston contre Buffalo
Les Sabres remportent la série contre les Bruins par la marque de quatre parties à deux.
| 6 mai | Boston | 4-2 (1-0, 2-1, 1-1) | Buffalo | FleetCenter 17 565 spectateurs |

| Feuille de match | Feuille de match | Feuille de match        | Feuille de match                                                  | Feuille de match                                              |
| ---------------- | --- | ----------------------- | ----------------------------------------------------------------- | ------------------------------------------------------------- |
|                  | Allison (Van Impe, Bourque) — 13 min 59 s (SN) Kristitch (McLaren, Allison) — 35 min 21 s Thornton (Bourque, Van Impe) — 39 min 46 s (SN) Kristitch — 59 min 48 s (CV) | 1-0 2-0 2-1 3-1 3-2 4-2 | Jitnik (Woolley, Grošek) — 38 min 19 s (SN) Woolley — 49 min 37 s | Arbitrage : Rob Shick Paul Devorski Wayne Bonney Jay Sharrers |
| Byron Dafoe      | Gardiens | Dominik Hašek           |                                                                   | Arbitrage : Rob Shick Paul Devorski Wayne Bonney Jay Sharrers |
| 14 min           | Pénalités | 18 min                  |                                                                   | Arbitrage : Rob Shick Paul Devorski Wayne Bonney Jay Sharrers |
| 22               | Tirs | 30                      |                                                                   | Arbitrage : Rob Shick Paul Devorski Wayne Bonney Jay Sharrers |

| 9 mai | Boston | 1-3 (0-1, 0-1, 1-1) | Buffalo | FleetCenter 17 565 spectateurs |

| Feuille de match | Feuille de match                           | Feuille de match | Feuille de match | Feuille de match                                                |
| ---------------- | ------------------------------------------ | ---------------- | --- | --------------------------------------------------------------- |
|                  | Sweeney (Heinze, Taylor) — 54 min 3 s (SN) | 0-1 0-2 1-2 1-3  | Peca (Brown, Sanderson) — 1 min 51 s Brown (Jitnik, Woolley) — 25 min 57 s (SN) Ward (McKee, Juneau) — 59 min 23 s (CV) | Arbitrage : Kerry Fraser Dave Jackson Wayne Bonney Jay Sharrers |
| Byron Dafoe      | Gardiens                                   | Dominik Hašek    | | Arbitrage : Kerry Fraser Dave Jackson Wayne Bonney Jay Sharrers |
| 14 min           | Pénalités                                  | 20 min           | | Arbitrage : Kerry Fraser Dave Jackson Wayne Bonney Jay Sharrers |
| 29               | Tirs                                       | 29               | | Arbitrage : Kerry Fraser Dave Jackson Wayne Bonney Jay Sharrers |

| 12 mai | Buffalo | 3-2 (1-2, 0-0, 2-0) | Boston | Marine Midland Arena 18 595 spectateurs |

| Feuille de match | Feuille de match                                                                                              | Feuille de match    | Feuille de match                                                            | Feuille de match                                                 |
| ---------------- | --- | ------------------- | --------------------------------------------------------------------------- | ---------------------------------------------------------------- |
|                  | Woolley (Grošek) — 1 min 37 s (SN) Warrener (Ward, Sanderson) — 46 min 44 s Ward (Varaďa, Peca) — 49 min 38 s | 1-0 1-1 1-2 2-2 3-2 | Heinze (Carter, Thornton) — 8 min 47 s (SN) Carter (Thornton) — 12 min 48 s | Arbitrage : Don Koharski Paul Stewart Kevin Collins Brian Murphy |
| Dominik Hašek    | Gardiens | Byron Dafoe         |                                                                             | Arbitrage : Don Koharski Paul Stewart Kevin Collins Brian Murphy |
| 8 min            | Pénalités | 10 min              |                                                                             | Arbitrage : Don Koharski Paul Stewart Kevin Collins Brian Murphy |
| 25               | Tirs | 21                  |                                                                             | Arbitrage : Don Koharski Paul Stewart Kevin Collins Brian Murphy |

| 14 mai | Buffalo | 3-0 (0-0, 2-0, 1-0) | Boston | Marine Midland Arena 18 595 spectateurs |

| Feuille de match | Feuille de match | Feuille de match | Feuille de match | Feuille de match                                                        |
| ---------------- | --- | ---------------- | ---------------- | ----------------------------------------------------------------------- |
|                  | Jitnik (Woolley, Brown) — 28 min 20 s (SN) Varaďa (Ward, Peca) — 39 min 43 s Peca (Jitnik, Juneau) — 51 min 39 s (IN) | 1-0 2-0 3-0      |                  | Arbitrage : Don VanMassenhoven Mark Faucette Kevin Collins Brian Murphy |
| Dominik Hašek    | Gardiens | Byron Dafoe      |                  | Arbitrage : Don VanMassenhoven Mark Faucette Kevin Collins Brian Murphy |
| 18 min           | Pénalités | 16 min           |                  | Arbitrage : Don VanMassenhoven Mark Faucette Kevin Collins Brian Murphy |
| 39               | Tirs | 24               |                  | Arbitrage : Don VanMassenhoven Mark Faucette Kevin Collins Brian Murphy |

| 16 mai | Boston | 5-3 (1-1, 3-0, 1-2) | Buffalo | FleetCenter 17 565 spectateurs |

| Feuille de match | Feuille de match | Feuille de match                            | Feuille de match                                                                                   | Feuille de match                                                   |
| ---------------- | --- | ------------------------------------------- | -------------------------------------------------------------------------------------------------- | ------------------------------------------------------------------ |
|                  | Sweeney (Samsonov, Taylor) — 9 min 1 s Samsonov (Taylor) — 21 min 15 s Timander — 30 min 19 s Kristitch (Allison, McLaren) — 33 min 34 s Allison (Axelsson, Bourque) — 59 min 17 s | 0-1 1-1 2-1 3-1 4-1 4-2 4-3 5-3             | Brown (Juneau, Jitnik) — 37 s (SN) Primeau (Rasmussen) — 44 min 58 s Juneau (Barnes) — 53 min 25 s | Arbitrage : Dan Marouelli Stephen Walkom Brad Lazarowich Mike Cvik |
| Byron Dafoe      | Gardiens | Dominik Hašek Dwayne Roloson (à 40 min 0 s) | | Arbitrage : Dan Marouelli Stephen Walkom Brad Lazarowich Mike Cvik |
| 10 min           | Pénalités | 14 min                                      | | Arbitrage : Dan Marouelli Stephen Walkom Brad Lazarowich Mike Cvik |
| 34               | Tirs | 23                                          | | Arbitrage : Dan Marouelli Stephen Walkom Brad Lazarowich Mike Cvik |

| 18 mai | Buffalo | 3-2 (2-1, 1-0, 0-1) | Boston | Marine Midland Arena 18 595 spectateurs |

| Feuille de match | Feuille de match | Feuille de match    | Feuille de match                                                                        | Feuille de match                                                  |
| ---------------- | --- | ------------------- | --------------------------------------------------------------------------------------- | ----------------------------------------------------------------- |
|                  | Peca (Juneau, Jitnik) — 5 min 15 s (SN) Primeau (Sanderson) — 17 min 29 s Brown (Rasmussen, Sanderson) — 21 min 8 s | 1-0 1-1 2-1 3-1 3-2 | Heinze (Allison, Bourque) — 12 min 49 s (SN) Thornton (Timander, McLaren) — 58 min 57 s | Arbitrage : Terry Gregson Bill McCreary Brad Lazarowich Mike Cvik |
| Dominik Hašek    | Gardiens | Byron Dafoe         |                                                                                         | Arbitrage : Terry Gregson Bill McCreary Brad Lazarowich Mike Cvik |
| 10 min           | Pénalités | 6 min               |                                                                                         | Arbitrage : Terry Gregson Bill McCreary Brad Lazarowich Mike Cvik |
| 21               | Tirs | 25                  |                                                                                         | Arbitrage : Terry Gregson Bill McCreary Brad Lazarowich Mike Cvik |

#### Dallas contre Saint-Louis
Les Stars remportent la série face aux Blues par la marque de quatre rencontres à deux.
| 6 mai | Dallas | 3-0 (1-0, 1-0, 1-0) | Saint-Louis | Reunion Arena 17 001 spectateurs |

| Feuille de match | Feuille de match                                                                                                   | Feuille de match | Feuille de match | Feuille de match                                                   |
| ---------------- | --- | ---------------- | ---------------- | ------------------------------------------------------------------ |
|                  | Verbeek (Nieuwendyk, Langenbrunner) — 2 min 25 s Hull (Zoubov, Sydor) — 20 min 49 s Modano — 59 min 28 s (IN + CV) | 1-0 2-0 3-0      |                  | Arbitrage : Dan Marouelli Stephen Walkom Brad Lazarowich Mike Cvik |
| Edward Belfour   | Gardiens | Grant Fuhr       |                  | Arbitrage : Dan Marouelli Stephen Walkom Brad Lazarowich Mike Cvik |
| 14 min           | Pénalités | 18 min           |                  | Arbitrage : Dan Marouelli Stephen Walkom Brad Lazarowich Mike Cvik |
| 25               | Tirs | 23               |                  | Arbitrage : Dan Marouelli Stephen Walkom Brad Lazarowich Mike Cvik |

| 8 mai | Dallas | 5-4 (pr) (1-1, 2-3, 1-0, 1-0) | Saint-Louis | Reunion Arena 17 001 spectateurs |

| Feuille de match | Feuille de match | Feuille de match                    | Feuille de match | Feuille de match                                                     |
| ---------------- | --- | ----------------------------------- | --- | -------------------------------------------------------------------- |
|                  | Langenbrunner (Nieuwendyk, Ludwig) — 7 min 50 s Nieuwendyk (Hatcher, Matvichuk) — 25 min 35 s Keane (Marshall, Zoubov) — 29 min 54 s Lehtinen (Modano, Hull) — 44 min 22 s Nieuwendyk (Zoubov, Langenbrunner) — 68 min 22 s | 1-0 1-1 1-2 2-2 3-2 3-3 3-4 4-4 5-4 | Demitra (Pronger, Finley) — 19 min 27 s Young (Turgeon) — 20 min 53 s Turgeon (Atcheynum, Courtnall) — 34 min 23 s Demitra (MacInnis, Turgeon) — 37 min 29 s (SN) | Arbitrage : Richard Trottier Terry Gregson Brad Lazarowich Mike Cvik |
| Edward Belfour   | Gardiens | Grant Fuhr                          | | Arbitrage : Richard Trottier Terry Gregson Brad Lazarowich Mike Cvik |
| 10 min           | Pénalités | 12 min                              | | Arbitrage : Richard Trottier Terry Gregson Brad Lazarowich Mike Cvik |
| 25               | Tirs | 34                                  | | Arbitrage : Richard Trottier Terry Gregson Brad Lazarowich Mike Cvik |

| 10 mai | Saint-Louis | 3-2 (pr) (0-1, 1-0, 1-1, 1-0) | Dallas | Kiel Center 19 826 spectateurs |

| Feuille de match | Feuille de match                                                                                         | Feuille de match    | Feuille de match                                                                         | Feuille de match                                                       |
| ---------------- | --- | ------------------- | ---------------------------------------------------------------------------------------- | ---------------------------------------------------------------------- |
|                  | Eastwood (Persson) — 22 min 58 s Hecht (Demitra) — 44 min 52 s Demitra (Courtnall, Mayers) — 62 min 43 s | 0-1 1-1 2-1 2-2 3-2 | Hull (Nieuwendyk, Langenbrunner) — 3 min 7 s (SN) Sydor (Marshall, Verbeek) — 49 min 8 s | Arbitrage : Lance Roberts Bill McCreary Ray Scapinello Gordon Broseker |
| Grant Fuhr       | Gardiens                                                                                                 | Edward Belfour      |                                                                                          | Arbitrage : Lance Roberts Bill McCreary Ray Scapinello Gordon Broseker |
| 12 min           | Pénalités                                                                                                | 14 min              |                                                                                          | Arbitrage : Lance Roberts Bill McCreary Ray Scapinello Gordon Broseker |
| 28               | Tirs | 18                  |                                                                                          | Arbitrage : Lance Roberts Bill McCreary Ray Scapinello Gordon Broseker |

| 12 mai | Saint-Louis | 3-2 (pr) (0-1, 2-0, 0-1, 1-0) | Dallas | Kiel Center 20 341 spectateurs |

| Feuille de match | Feuille de match                                                                                           | Feuille de match    | Feuille de match                                                           | Feuille de match                                                            |
| ---------------- | --- | ------------------- | -------------------------------------------------------------------------- | --------------------------------------------------------------------------- |
|                  | Hecht (Demitra, Handzuš) — 25 min 2 s Courtnall (Young, MacInnis) — 27 min 41 s (SN) Turgeon — 65 min 52 s | 0-1 1-1 2-1 2-2 3-2 | Modano (Lehtinen, Ludwig) — 59 s Lehtinen (Modano, Marshall) — 40 min 40 s | Arbitrage : Don VanMassenhoven Mark Faucette Ray Scapinello Gordon Broseker |
| Grant Fuhr       | Gardiens                                                                                                   | Edward Belfour      |                                                                            | Arbitrage : Don VanMassenhoven Mark Faucette Ray Scapinello Gordon Broseker |
| 10 min           | Pénalités                                                                                                  | 14 min              |                                                                            | Arbitrage : Don VanMassenhoven Mark Faucette Ray Scapinello Gordon Broseker |
| 30               | Tirs | 25                  |                                                                            | Arbitrage : Don VanMassenhoven Mark Faucette Ray Scapinello Gordon Broseker |

| 15 mai | Dallas | 3-1 (2-0, 1-1, 0-0) | Saint-Louis | Reunion Arena 17 001 spectateurs |

| Feuille de match | Feuille de match | Feuille de match | Feuille de match    | Feuille de match                                               |
| ---------------- | --- | ---------------- | ------------------- | -------------------------------------------------------------- |
|                  | Lehtinen (Modano) — 3 min 47 s (IN) Langenbrunner (Modano, Sydor) — 9 min 43 s (SN) Nieuwendyk (Hatcher, Hull) — 30 min 52 s (SN) | 1-0 2-0 3-0 3-1  | Young — 31 min 19 s | Arbitrage : Don Koharski Kerry Fraser Dan Schachte Shane Heyer |
| Edward Belfour   | Gardiens | Grant Fuhr       |                     | Arbitrage : Don Koharski Kerry Fraser Dan Schachte Shane Heyer |
| 10 min           | Pénalités | 10 min           |                     | Arbitrage : Don Koharski Kerry Fraser Dan Schachte Shane Heyer |
| 16               | Tirs | 31               |                     | Arbitrage : Don Koharski Kerry Fraser Dan Schachte Shane Heyer |

| 17 mai | Saint-Louis | 1-2 (pr) (0-0, 1-0, 0-1, 0-1) | Dallas | Kiel Center 20 355 spectateurs |

| Feuille de match | Feuille de match                         | Feuille de match | Feuille de match                                               | Feuille de match                                               |
| ---------------- | ---------------------------------------- | ---------------- | -------------------------------------------------------------- | -------------------------------------------------------------- |
|                  | MacInnis (Finley, Turgeon) — 26 min 51 s | 1-0 1-1 1-2      | Plante (Hull, Sydor) — 53 min 58 s Modano (Hull) — 62 min 21 s | Arbitrage : Rob Shick Paul Devorski Kevin Cillins Brian Murphy |
| Grant Fuhr       | Gardiens                                 | Edward Belfour   |                                                                | Arbitrage : Rob Shick Paul Devorski Kevin Cillins Brian Murphy |
| 8 min            | Pénalités                                | 6 min            |                                                                | Arbitrage : Rob Shick Paul Devorski Kevin Cillins Brian Murphy |
| 29               | Tirs                                     | 29               |                                                                | Arbitrage : Rob Shick Paul Devorski Kevin Cillins Brian Murphy |

#### Colorado contre Détroit
Les Red Wings de Détroit, double détenteurs de la Coupe Stanley, gagnent leurs deux premiers matchs contre l'Avalanche du Colorado mais perdent les 4 suivants et sont éliminés au deuxième tour.
| 7 mai | Colorado | 2-3 (pr) (2-1, 0-1, 0-0, 0-1) | Détroit | McNichols Sports Arena 16 061 spectateurs |

| Feuille de match | Feuille de match                                                                        | Feuille de match    | Feuille de match | Feuille de match                                                   |
| ---------------- | --------------------------------------------------------------------------------------- | ------------------- | --- | ------------------------------------------------------------------ |
|                  | Fleury (Forsberg, Deadmarsh) — 10 min 51 s (SN) Deadmarsh (Foote, Hunter) — 12 min 34 s | 0-1 1-1 2-1 2-2 2-3 | Yzerman (Lidström, Chelios) — 3 min 54 s (SN) Kozlov (Fiodorov, Lidström) — 36 min 30 s (SN) Maltby (Draper, McCarty) — 64 min 18 s | Arbitrage : Lance Roberts Bill McCreary Kevin Collins Brian Murphy |
| Patrick Roy      | Gardiens                                                                                | William Ranford     | | Arbitrage : Lance Roberts Bill McCreary Kevin Collins Brian Murphy |
| 27 min           | Pénalités                                                                               | 17 min              | | Arbitrage : Lance Roberts Bill McCreary Kevin Collins Brian Murphy |
| 39               | Tirs                                                                                    | 34                  | | Arbitrage : Lance Roberts Bill McCreary Kevin Collins Brian Murphy |

| 9 mai | Colorado | 0-4 (0-1, 0-1, 0-2) | Détroit | McNichols Sports Arena 16 061 spectateurs |

| Feuille de match | Feuille de match | Feuille de match | Feuille de match | Feuille de match                                                    |
| ---------------- | ---------------- | ---------------- | --- | ------------------------------------------------------------------- |
|                  |                  | 0-1 0-2 0-3 0-4  | Yzerman (Fiodorov, Shanahan) — 6 min 11 s Yzerman (Shanahan, Holmström) — 25 min 35 s Lidström — 50 min 45 s (SN) Clark (Lidström, Kozlov) — 51 min 23 s (SN) | Arbitrage : Dan Marouelli Stephen Walkom Kevin Collins Brian Murphy |
| Patrick Roy      | Gardiens         | William Ranford  | | Arbitrage : Dan Marouelli Stephen Walkom Kevin Collins Brian Murphy |
| 32 min           | Pénalités        | 16 min           | | Arbitrage : Dan Marouelli Stephen Walkom Kevin Collins Brian Murphy |
| 28               | Tirs             | 37               | | Arbitrage : Dan Marouelli Stephen Walkom Kevin Collins Brian Murphy |

| 11 mai | Détroit | 3-5 (1-2, 1-3, 1-0) | Colorado | Joe Louis Arena 19 983 spectateurs |

| Feuille de match                            | Feuille de match | Feuille de match                | Feuille de match | Feuille de match                                             |
| ------------------------------------------- | --- | ------------------------------- | --- | ------------------------------------------------------------ |
|                                             | Yzerman (Holmström, Samuelsson) — 7 min 7 s Holmström (Shanahan, Yzerman) — 29 min 9 s Kozlov (Chelios, Brown) — 59 min 25 s (SN) | 1-0 1-1 1-2 1-3 1-4 1-5 2-5 3-5 | Lemieux (Forsberg, Sakic) — 11 min (SN) Fleury (Ozoliņš, Forsberg) — 16 min 59 s Hunter (Kamenski, Roy) — 22 min 50 s Drury (Miller, Podein) — 23 min 42 s Miller (Fleury) — 25 min 5 s | Arbitrage : Rob Shick Paul Devorski Dan Schachte Shane Heyer |
| William Ranford Norm Maracle (à 25 min 5 s) | Gardiens | Patrick Roy                     | | Arbitrage : Rob Shick Paul Devorski Dan Schachte Shane Heyer |
| 12 min                                      | Pénalités | 16 min                          | | Arbitrage : Rob Shick Paul Devorski Dan Schachte Shane Heyer |
| 47                                          | Tirs | 36                              | | Arbitrage : Rob Shick Paul Devorski Dan Schachte Shane Heyer |

| 13 mai | Détroit | 2-6 (0-1, 0-2, 2-3) | Colorado | Joe Louis Arena 19 983 spectateurs |

| Feuille de match                            | Feuille de match                                                                       | Feuille de match                | Feuille de match | Feuille de match                                                    |
| ------------------------------------------- | -------------------------------------------------------------------------------------- | ------------------------------- | --- | ------------------------------------------------------------------- |
|                                             | Kozlov (Fiodorov, Murphy) — 54 min 40 s (SN) Kozlov (Samuelsson, Murphy) — 59 min 17 s | 0-1 0-2 0-3 0-4 0-5 1-5 1-6 2-6 | Drury (Ozoliņš, Deadmarsh) — 1 min 28 s Deadmarsh (Drury, Klemm) — 27 min 7 s Hejduk (Forsberg, Lemieux) — 34 min 4 s (SN) Forsberg — 48 min 21 s Kamenski (Ozoliņš, Miller) — 51 min 28 s (SN) Deadmarsh (Hejduk) — 56 min 36 s | Arbitrage : Richard Trottier Terry Gregson Dan Schachte Shane Heyer |
| William Ranford Norm Maracle (à 34 min 4 s) | Gardiens                                                                               | Patrick Roy                     | | Arbitrage : Richard Trottier Terry Gregson Dan Schachte Shane Heyer |
| 10 min                                      | Pénalités                                                                              | 12 min                          | | Arbitrage : Richard Trottier Terry Gregson Dan Schachte Shane Heyer |
| 33                                          | Tirs                                                                                   | 24                              | | Arbitrage : Richard Trottier Terry Gregson Dan Schachte Shane Heyer |

| 16 mai | Colorado | 3-0 (1-0, 2-0, 0-0) | Détroit | McNichols Sports Arena 16 061 spectateurs |

| Feuille de match | Feuille de match | Feuille de match | Feuille de match | Feuille de match                                                       |
| ---------------- | --- | ---------------- | ---------------- | ---------------------------------------------------------------------- |
|                  | Odgers (Hunter, Rychel) — 11 min 6 s Deadmarsh (Forsberg, Lemieux) — 24 min 23 s Forsberg (Lemieux, Ozoliņš) — 27 min 19 s (SN) | 1-0 2-0 3-0      |                  | Arbitrage : Don VanMassenhoven Mark Faucette Wayne Bonney Jay Sharrers |
| Patrick Roy      | Gardiens | Chris Osgood     |                  | Arbitrage : Don VanMassenhoven Mark Faucette Wayne Bonney Jay Sharrers |
| 18 min           | Pénalités | 18 min           |                  | Arbitrage : Don VanMassenhoven Mark Faucette Wayne Bonney Jay Sharrers |
| 26               | Tirs | 36               |                  | Arbitrage : Don VanMassenhoven Mark Faucette Wayne Bonney Jay Sharrers |

| 18 mai | Détroit | 2-5 (0-1, 2-3, 0-1) | Colorado | Joe Louis Arena 19 983 spectateurs |

| Feuille de match | Feuille de match                                                             | Feuille de match            | Feuille de match | Feuille de match                                                       |
| ---------------- | ---------------------------------------------------------------------------- | --------------------------- | --- | ---------------------------------------------------------------------- |
|                  | Lidström (Yzerman) — 37 min 24 s (SN) McCarty (Gill, Shanahan) — 37 min 53 s | 0-1 0-2 0-3 0-4 1-4 2-4 2-5 | Forsberg (Kamenski, Lemieux) — 16 min 15 s Hejduk (Miller) — 24 min 12 s Drury (Kamenski, Lefebvre) — 25 min 46 s Sakic (Deadmarsh) — 28 min 14 s (IN) Forsberg — 53 min 31 s | Arbitrage : Kerry Fraser Stephen Walkom Ray Scapinello Gordon Broseker |
| Chris Osgood     | Gardiens                                                                     | Patrick Roy                 | | Arbitrage : Kerry Fraser Stephen Walkom Ray Scapinello Gordon Broseker |
| 8 min            | Pénalités                                                                    | 8 min                       | | Arbitrage : Kerry Fraser Stephen Walkom Ray Scapinello Gordon Broseker |
| 37               | Tirs                                                                         | 31                          | | Arbitrage : Kerry Fraser Stephen Walkom Ray Scapinello Gordon Broseker |

### Finales d'association

#### Toronto contre Buffalo
La finale d'association opposant les Maple Leafs aux Sabres voit s'opposer les deux meilleurs gardiens de la saison : Dominik Hašek et Curtis Joseph. Hašek ne joue pas les deux premiers matchs en raison d'une blessure, étant alors remplacé par Dwayne Roloson ; les Sabres s'imposent sur leur adversaire en cinq matchs.
| 23 mai | Toronto | 4-5 (1-2, 2-1, 1-2) | Buffalo | Centre Air Canada 18 800 spectateurs |

| Feuille de match | Feuille de match | Feuille de match                    | Feuille de match | Feuille de match                                              |
| ---------------- | --- | ----------------------------------- | --- | ------------------------------------------------------------- |
|                  | Sundin (Bohonos, Markov) — 4 min 32 s Sundin (Berard, Karpovtsev) — 25 min 47 s (SN) Berard (Sundin, Berezine) — 30 min 30 s (SN) Thomas (Berard, Karpovtsev) — 53 min 59 s (SN) | 0-1 1-1 1-2 2-2 3-2 3-3 3-4 3-5 4-5 | Varaďa (Ward) — 4 min 23 s Ward — 7 min 48 s Barnes (Jitnik, Woolley) — 34 min 37 s (SN) Brown (Rasmussen, Sanderson) — 45 min 21 s Sanderson (Rasmussen, Brown) — 51 min 2 s | Arbitrage : Don Koharski Rob Shick Kevin Collins Brian Murphy |
| Curtis Joseph    | Gardiens | Dwayne Roloson                      | | Arbitrage : Don Koharski Rob Shick Kevin Collins Brian Murphy |
| 10 min           | Pénalités | 20 min                              | | Arbitrage : Don Koharski Rob Shick Kevin Collins Brian Murphy |
| 32               | Tirs | 21                                  | | Arbitrage : Don Koharski Rob Shick Kevin Collins Brian Murphy |

| 25 mai | Toronto | 6-3 (2-0, 1-1, 3-2) | Buffalo | Centre Air Canada 18 800 spectateurs |

| Feuille de match | Feuille de match | Feuille de match                    | Feuille de match | Feuille de match                                                   |
| ---------------- | --- | ----------------------------------- | --- | ------------------------------------------------------------------ |
|                  | Sullivan (Markov, Johnson) — 10 min 28 s Côté (Sundin, Thomas) — 10 min 46 s Berezine (Perreault) — 35 min 25 s Perreault (Valk, Iouchkevitch) — 41 min 57 s Thomas (Bohonos, Markov) — 52 min 17 s Valk (Berezine, Perreault) — 59 min 30 s (CV) | 1-0 2-0 2-1 3-1 4-1 4-2 4-3 5-3 6-3 | Woolley (Barnes, Jitnik) — 30 min 3 s (SN) Barnes (Holzinger, Primeau) — 46 min 53 s (SN) Barnes (Sanderson, Woolley) — 49 min 47 s (SN) | Arbitrage : Dan Marouelli Paul Devorski Kevin Collins Brian Murphy |
| Curtis Joseph    | Gardiens | Dwayne Roloson                      | | Arbitrage : Dan Marouelli Paul Devorski Kevin Collins Brian Murphy |
| 14 min           | Pénalités | 12 min                              | | Arbitrage : Dan Marouelli Paul Devorski Kevin Collins Brian Murphy |
| 28               | Tirs | 33                                  | | Arbitrage : Dan Marouelli Paul Devorski Kevin Collins Brian Murphy |

| 27 mai | Buffalo | 4-2 (0-1, 3-1, 1-0) | Toronto | Marine Midland Arena 18 595 spectateurs |

| Feuille de match                             | Feuille de match | Feuille de match        | Feuille de match                                                    | Feuille de match                                                     |
| -------------------------------------------- | --- | ----------------------- | ------------------------------------------------------------------- | -------------------------------------------------------------------- |
|                                              | Šatan — 23 min 7 s Juneau (Peca) — 23 min 45 s (IN) Barnes (Holzinger, Jitnik) — 27 min 38 s (SN) Brown (Šatan, McKee) — 59 min 31 s (CV) | 0-1 1-1 2-1 3-1 3-2 4-2 | Perreault (Valk, Kaberle) — 16 min 8 s Karpovtsev — 33 min 9 s (SN) | Arbitrage : Kerry Fraser Stephen Walkom Dan Schachte Gordon Broseker |
| Dominik Hašek Dwayne Roloson (à 59 min 44 s) | Gardiens | Curtis Joseph           |                                                                     | Arbitrage : Kerry Fraser Stephen Walkom Dan Schachte Gordon Broseker |
| 64 min                                       | Pénalités | 76 min                  |                                                                     | Arbitrage : Kerry Fraser Stephen Walkom Dan Schachte Gordon Broseker |
| 24                                           | Tirs | 26                      |                                                                     | Arbitrage : Kerry Fraser Stephen Walkom Dan Schachte Gordon Broseker |

| 29 mai | Buffalo | 5-2 (1-0, 4-0, 0-2) | Toronto | Marine Midland Arena 18 595 spectateurs |

| Feuille de match | Feuille de match | Feuille de match                         | Feuille de match                                                 | Feuille de match                                                     |
| ---------------- | --- | ---------------------------------------- | ---------------------------------------------------------------- | -------------------------------------------------------------------- |
|                  | Ward (McKee, Hašek) — 16 min 15 s (IN) Holzinger — 22 min 51 s Ray (Barnes, Woolley) — 25 min 4 s Sanderson (Šatan, Brown) — 25 min 26 s Sanderson (Šatan) — 34 min 10 s | 1-0 2-0 3-0 4-0 5-0 5-1 5-2              | Sundin — 46 min 59 s (TP) Sundin (Domi, Adams) — 58 min 3 s (SN) | Arbitrage : Terry Gregson Mark Faucette Dan Schachte Gordon Broseker |
| Dominik Hašek    | Gardiens | Curtis Joseph Glenn Healy (à 40 min 0 s) |                                                                  | Arbitrage : Terry Gregson Mark Faucette Dan Schachte Gordon Broseker |
| 10 min           | Pénalités | 8 min                                    |                                                                  | Arbitrage : Terry Gregson Mark Faucette Dan Schachte Gordon Broseker |
| 32               | Tirs | 33                                       |                                                                  | Arbitrage : Terry Gregson Mark Faucette Dan Schachte Gordon Broseker |

| 31 mai | Toronto | 2-4 (0-0, 2-2, 0-2) | Buffalo | Centre Air Canada 18 800 spectateurs |

| Feuille de match | Feuille de match                                                                              | Feuille de match        | Feuille de match | Feuille de match                                                       |
| ---------------- | --------------------------------------------------------------------------------------------- | ----------------------- | --- | ---------------------------------------------------------------------- |
|                  | Sullivan (Berard, Karpovtsev) — 20 min 33 s (SN) K. King (Sundin, Iouchkevitch) — 32 min 54 s | 1-0 1-1 2-1 2-2 2-3 2-4 | Brown (Grošek, Warrener) — 27 min 14 s Varaďa (Holzinger, Jitnik) — 36 min 44 s (SN) Rasmussen (Holzinger, Woolley) — 51 min 35 s Ward (Warrener) — 58 min 58 s (IN + CV) | Arbitrage : Bill McCreary Don VanMassenhoven Wayne Bonney Jay Sharrers |
| Curtis Joseph    | Gardiens                                                                                      | Dominik Hašek           | | Arbitrage : Bill McCreary Don VanMassenhoven Wayne Bonney Jay Sharrers |
| 8 min            | Pénalités                                                                                     | 14 min                  | | Arbitrage : Bill McCreary Don VanMassenhoven Wayne Bonney Jay Sharrers |
| 22               | Tirs                                                                                          | 24                      | | Arbitrage : Bill McCreary Don VanMassenhoven Wayne Bonney Jay Sharrers |

#### Dallas contre Colorado
La finale d'association est gagnée par les Stars de Dallas pourtant menés 3 matchs à 2 par l'Avalanche. Les deux derniers matchs se terminent sur le score de 4 à 1 pour les Stars.
| 22 mai | Dallas | 1-2 (1-0, 0-1, 0-1) | Colorado | Reunion Arena 17 001 spectateurs |

| Feuille de match | Feuille de match           | Feuille de match | Feuille de match                                                                    | Feuille de match                                                       |
| ---------------- | -------------------------- | ---------------- | ----------------------------------------------------------------------------------- | ---------------------------------------------------------------------- |
|                  | Hull (Modano) — 8 min 42 s | 1-0 1-1 1-2      | Forsberg (Kamenski, Lemieux) — 34 min 7 s Kamenski (Forsberg, Lemieux) — 54 min 2 s | Arbitrage : Bill McCreary Don VanMassenhoven Wayne Bonney Jay Sharrers |
| Edward Belfour   | Gardiens                   | Patrick Roy      |                                                                                     | Arbitrage : Bill McCreary Don VanMassenhoven Wayne Bonney Jay Sharrers |
| 10 min           | Pénalités                  | 8 min            |                                                                                     | Arbitrage : Bill McCreary Don VanMassenhoven Wayne Bonney Jay Sharrers |
| 31               | Tirs                       | 28               |                                                                                     | Arbitrage : Bill McCreary Don VanMassenhoven Wayne Bonney Jay Sharrers |

| 24 mai | Dallas | 4-2 (1-1, 1-1, 2-0) | Colorado | Reunion Arena 17 001 spectateurs |

| Feuille de match | Feuille de match | Feuille de match        | Feuille de match                                                                    | Feuille de match                                                  |
| ---------------- | --- | ----------------------- | ----------------------------------------------------------------------------------- | ----------------------------------------------------------------- |
|                  | Reid (Skrudland, Sloan) — 14 min 11 s Zoubov (Modano) — 24 min 56 s Nieuwendyk (Verbeek, Hatcher) — 51 min 52 s Modano (Zoubov, Hatcher) — 56 min 28 s (SN) | 0-1 1-1 2-1 2-2 3-2 4-2 | Ozoliņš (Lemieux, Forsberg) — 10 min 32 s (SN) Hejduk (Foote, Fleury) — 34 min 59 s | Arbitrage : Terry Gregson Mark Faucette Wayne Bonney Jay Sharrers |
| Edward Belfour   | Gardiens | Patrick Roy             |                                                                                     | Arbitrage : Terry Gregson Mark Faucette Wayne Bonney Jay Sharrers |
| 12 min           | Pénalités | 18 min                  |                                                                                     | Arbitrage : Terry Gregson Mark Faucette Wayne Bonney Jay Sharrers |
| 45               | Tirs | 19                      |                                                                                     | Arbitrage : Terry Gregson Mark Faucette Wayne Bonney Jay Sharrers |

| 26 mai | Colorado | 0-3 (0-0, 0-1, 0-2) | Dallas | McNichols Sports Arena 16 061 spectateurs |

| Feuille de match | Feuille de match | Feuille de match | Feuille de match | Feuille de match                                                  |
| ---------------- | ---------------- | ---------------- | --- | ----------------------------------------------------------------- |
|                  |                  | 0-1 0-2 0-3      | Nieuwendyk (Sydor) — 22 min 22 s Langenbrunner (Nieuwendyk, Reid) — 50 min 44 s Reid (Ludwig, Nieuwendyk) — 56 min 5 s | Arbitrage : Don Koharski Rob Shick Ray Scapinello Brad Lazarowich |
| Patrick Roy      | Gardiens         | Edward Belfour   | | Arbitrage : Don Koharski Rob Shick Ray Scapinello Brad Lazarowich |
| 8 min            | Pénalités        | 6 min            | | Arbitrage : Don Koharski Rob Shick Ray Scapinello Brad Lazarowich |
| 34               | Tirs             | 26               | | Arbitrage : Don Koharski Rob Shick Ray Scapinello Brad Lazarowich |

| 28 mai | Colorado | 3-2 (pr) (2-0, 0-1, 0-1, 1-0) | Dallas | McNichols Sports Arena 16 061 spectateurs |

| Feuille de match | Feuille de match                                                                                       | Feuille de match    | Feuille de match                                                                                   | Feuille de match                                                       |
| ---------------- | --- | ------------------- | -------------------------------------------------------------------------------------------------- | ---------------------------------------------------------------------- |
|                  | Sakic (Hejduk, Fleury) — 4 min 6 s Podein (Drury, de Vries) — 4 min 54 s Drury (Ozoliņš) — 79 min 29 s | 1-0 2-0 2-1 2-2 3-2 | Langenbrunner (Sydor, Nieuwendyk) — 29 min 48 s (SN) Hull (Langenbrunner, Nieuwendyk) — 56 min 7 s | Arbitrage : Dan Marouelli Paul Devorski Ray Scapinello Brad Lazarowich |
| Patrick Roy      | Gardiens                                                                                               | Edward Belfour      | | Arbitrage : Dan Marouelli Paul Devorski Ray Scapinello Brad Lazarowich |
| 12 min           | Pénalités                                                                                              | 12 min              | | Arbitrage : Dan Marouelli Paul Devorski Ray Scapinello Brad Lazarowich |
| 45               | Tirs                                                                                                   | 45                  | | Arbitrage : Dan Marouelli Paul Devorski Ray Scapinello Brad Lazarowich |

| 30 mai | Dallas | 5-7 (2-2, 1-2, 2-3) | Colorado | Reunion Arena 17 001 spectateurs |

| Feuille de match | Feuille de match | Feuille de match                                | Feuille de match | Feuille de match                                                   |
| ---------------- | --- | ----------------------------------------------- | --- | ------------------------------------------------------------------ |
|                  | Keane (Carbonneau, Hatcher) — 12 min (IN) Sydor (Modano, Hull) — 15 min 5 s Nieuwendyk (Verbeek, Sydor) — 21 min 51 s (SN) Hull (Modano, Zoubov) — 49 min 32 s (SN) Verbeek (Carbonneau, Keane) — 50 min 57 s | 0-1 1-1 2-1 2-2 3-2 3-3 3-4 3-5 4-5 5-5 5-6 5-7 | Kamenski (Hunter, Ozoliņš) — 3 min 28 s Ozoliņš (Deadmarsh, Sakic) — 19 min 27 s Drury — 23 min 25 s Deadmarsh (Kamenski, Forsberg) — 30 min 26 s (SN) Kamenski (Forsberg, Miller) — 47 min 26 s Drury (Sakic) — 53 min 16 s Forsberg (Sakic) — 59 min 26 s (CV) | Arbitrage : Kerry Fraser Stephen Walkom Kevin Collins Brian Murphy |
| Edward Belfour   | Gardiens | Patrick Roy                                     | | Arbitrage : Kerry Fraser Stephen Walkom Kevin Collins Brian Murphy |
| 10 min           | Pénalités | 12 min                                          | | Arbitrage : Kerry Fraser Stephen Walkom Kevin Collins Brian Murphy |
| 30               | Tirs | 26                                              | | Arbitrage : Kerry Fraser Stephen Walkom Kevin Collins Brian Murphy |

| 1er juin | Colorado | 1-4 (1-0, 0-1, 0-3) | Dallas | McNichols Sports Arena 16 061 spectateurs |

| Feuille de match | Feuille de match                        | Feuille de match    | Feuille de match | Feuille de match                                                     |
| ---------------- | --------------------------------------- | ------------------- | --- | -------------------------------------------------------------------- |
|                  | Lemieux (Foote, Forsberg) — 19 min 25 s | 1-0 1-1 1-2 1-3 1-4 | Lehtinen (Hull, Zoubov) — 21 min 55 s Langenbrunner (Nieuwendyk, Reid) — 46 min 49 s Langenbrunner (Reid, Sydor) — 57 min 15 s (SN) Matvichuk (Carbonneau) — 57 min 29 s | Arbitrage : Mark Faucette Terry Gregson Dan Schachte Gordon Broseker |
| Patrick Roy      | Gardiens                                | Edward Belfour      | | Arbitrage : Mark Faucette Terry Gregson Dan Schachte Gordon Broseker |
| 8 min            | Pénalités                               | 8 min               | | Arbitrage : Mark Faucette Terry Gregson Dan Schachte Gordon Broseker |
| 27               | Tirs                                    | 40                  | | Arbitrage : Mark Faucette Terry Gregson Dan Schachte Gordon Broseker |

| 4 juin | Dallas | 4-1 (1-0, 2-0, 1-1) | Colorado | Reunion Arena 17 001 spectateurs |

| Feuille de match | Feuille de match | Feuille de match    | Feuille de match                    | Feuille de match                                                  |
| ---------------- | --- | ------------------- | ----------------------------------- | ----------------------------------------------------------------- |
|                  | Langenbrunner (Nieuwendyk, Reid) — 8 min 25 s Keane (Verbeek, Carbonneau) — 31 min 13 s Keane (Matvichuk) — 35 min 18 s Lehtinen — 46 min 18 s | 1-0 2-0 3-0 4-0 4-1 | Sakic (Yelle, Fleury) — 53 min 58 s | Arbitrage : Don Koharski Bill McCreary Dan Schachte Kevin Collins |
| Edward Belfour   | Gardiens | Patrick Roy         |                                     | Arbitrage : Don Koharski Bill McCreary Dan Schachte Kevin Collins |
| 4 min            | Pénalités | 6 min               |                                     | Arbitrage : Don Koharski Bill McCreary Dan Schachte Kevin Collins |
| 25               | Tirs | 19                  |                                     | Arbitrage : Don Koharski Bill McCreary Dan Schachte Kevin Collins |

### Finale de la Coupe Stanley
La finale de la Coupe Stanley oppose les Sabres de Buffalo aux Stars de Dallas. Les Sabres gagnent le premier match à Dallas puis les Stars remportent les deux suivants avant que les Sabres égalisent en gagnant le 4e match.
Au cours du sixième match, trois prolongations sont nécessaires afin de déterminer le vainqueur. Au bout de 14 minutes dans la 3e prolongations, Brett Hull inscrit le but de la victoire pour les Stars qui remportent ainsi la Coupe Stanley. Ce but est néanmoins contesté par les Sabres : sur les ralentis diffusé par la télévision, il apparaît clairement que le patin de Hull se trouve dans la zone du gardien alors que c'est interdit. Les officiels de la ligue accordent le but arguant que Hull avait effectué trois tirs consécutifs sur le gardien et que le règlement autorise le joueur à amener le palet dans la zone puis à marquer. À la suite de cette controverse, cette règle est supprimée dans la Ligue nationale de hockey.
| 8 juin | Stars de Dallas | 2-3 (pr) (1-0, 0-0, 1-2, 0-1) | Sabres de Buffalo | Reunion Arena 17 001 spectateurs |

| Feuille de match | Feuille de match                                                                   | Feuille de match    | Feuille de match                                                                                                  | Feuille de match                                                    |
| ---------------- | ---------------------------------------------------------------------------------- | ------------------- | --- | ------------------------------------------------------------------- |
|                  | Hull (Modano, Lehtinen) — 10 min 17 s (SN) Lehtinen (Modano, Zoubov) — 59 min 11 s | 1-0 1-1 1-2 2-2 2-3 | Barnes (Juneau, Šmehlík) — 48 min 33 s Primeau (Jitnik, Šmehlík) — 53 min 37 s (SN) Woolley (Brown) — 75 min 30 s | Arbitrage : Terry Gregson Bill McCreary Ray Scapinello Jay Sharrers |
| Edward Belfour   | Gardiens                                                                           | Dominik Hašek       | | Arbitrage : Terry Gregson Bill McCreary Ray Scapinello Jay Sharrers |
| 8 min            | Pénalités                                                                          | 20 min              | | Arbitrage : Terry Gregson Bill McCreary Ray Scapinello Jay Sharrers |
| 37               | Tirs                                                                               | 24                  | | Arbitrage : Terry Gregson Bill McCreary Ray Scapinello Jay Sharrers |

| 10 juin | Stars de Dallas | 4-2 (0-0, 1-1, 3-1) | Sabres de Buffalo | Reunion Arena 17 001 spectateurs |

| Feuille de match | Feuille de match | Feuille de match        | Feuille de match                                                   | Feuille de match                                                     |
| ---------------- | --- | ----------------------- | ------------------------------------------------------------------ | -------------------------------------------------------------------- |
|                  | Langenbrunner (Matvichuk, Nieuwendyk) — 38 min 26 s Ludwig (Skrudland) — 44 min 25 s Hull (Hrkac, Chambers) — 57 min 10 s Hatcher (Zoubov) — 59 min 34 s (CV) | 0-1 1-1 2-1 2-2 3-2 4-2 | Peca (Woolley, Šatan) — 27 min 22 s (SN) Jitnik — 44 min 25 s (SN) | Arbitrage : Kerry Fraser Dan Marouelli Gordon Broseker Kevin Collins |
| Edward Belfour   | Gardiens | Dominik Hašek           |                                                                    | Arbitrage : Kerry Fraser Dan Marouelli Gordon Broseker Kevin Collins |
| 17 min           | Pénalités | 21 min                  |                                                                    | Arbitrage : Kerry Fraser Dan Marouelli Gordon Broseker Kevin Collins |
| 31               | Tirs | 21                      |                                                                    | Arbitrage : Kerry Fraser Dan Marouelli Gordon Broseker Kevin Collins |

| 12 juin | Sabres de Buffalo | 1-2 (0-0, 1-1, 0-1) | Stars de Dallas | Marine Midland Arena 18 595 spectateurs |

| Feuille de match | Feuille de match                          | Feuille de match | Feuille de match                                                                              | Feuille de match                                                   |
| ---------------- | ----------------------------------------- | ---------------- | --------------------------------------------------------------------------------------------- | ------------------------------------------------------------------ |
|                  | Barnes (Šmehlík, Holzinger) — 27 min 51 s | 1-0 1-1 1-2      | Nieuwendyk (Reid, Langenbrunner) — 35 min 33 s Nieuwendyk (Langenbrunner, Reid) — 49 min 35 s | Arbitrage : Terry Gregson Don Koharski Ray Scapinello Jay Sharrers |
| Dominik Hašek    | Gardiens                                  | Edward Belfour   |                                                                                               | Arbitrage : Terry Gregson Don Koharski Ray Scapinello Jay Sharrers |
| 6 min            | Pénalités                                 | 18 min           |                                                                                               | Arbitrage : Terry Gregson Don Koharski Ray Scapinello Jay Sharrers |
| 12               | Tirs                                      | 29               |                                                                                               | Arbitrage : Terry Gregson Don Koharski Ray Scapinello Jay Sharrers |

| 15 juin | Sabres de Buffalo | 2-1 (1-1, 1-0, 0-0) | Stars de Dallas | Marine Midland Arena 18 595 spectateurs |

| Feuille de match | Feuille de match                         | Feuille de match | Feuille de match                         | Feuille de match                                                      |
| ---------------- | ---------------------------------------- | ---------------- | ---------------------------------------- | --------------------------------------------------------------------- |
|                  | Sanderson — 8 min 9 s Ward — 27 min 37 s | 1-0 1-1 2-1      | Lehtinen (Modano, Hatcher) — 10 min 14 s | Arbitrage : Dan Marouelli Bill McCreary Kevin Collins Gordon Broseker |
| Dominik Hašek    | Gardiens                                 | Edward Belfour   |                                          | Arbitrage : Dan Marouelli Bill McCreary Kevin Collins Gordon Broseker |
| 16 min           | Pénalités                                | 18 min           |                                          | Arbitrage : Dan Marouelli Bill McCreary Kevin Collins Gordon Broseker |
| 18               | Tirs                                     | 31               |                                          | Arbitrage : Dan Marouelli Bill McCreary Kevin Collins Gordon Broseker |

| 17 juin | Stars de Dallas | 2-0 (1-0, 0-0, 1-0) | Sabres de Buffalo | Reunion Arena 17 001 spectateurs |

| Feuille de match | Feuille de match                                                                   | Feuille de match | Feuille de match | Feuille de match                                                  |
| ---------------- | ---------------------------------------------------------------------------------- | ---------------- | ---------------- | ----------------------------------------------------------------- |
|                  | Sydor (Modano, Zoubov) — 2 min 23 s (SN) Verbeek (Matvichuk, Modano) — 55 min 21 s | 1-0 2-0          |                  | Arbitrage : Kerry Fraser Don Koharski Ray Scapinello Jay Sharrers |
| Edward Belfour   | Gardiens                                                                           | Dominik Hašek    |                  | Arbitrage : Kerry Fraser Don Koharski Ray Scapinello Jay Sharrers |
| 12 min           | Pénalités                                                                          | 12 min           |                  | Arbitrage : Kerry Fraser Don Koharski Ray Scapinello Jay Sharrers |
| 21               | Tirs                                                                               | 23               |                  | Arbitrage : Kerry Fraser Don Koharski Ray Scapinello Jay Sharrers |

| 19 juin | Sabres de Buffalo | 1-2 (3 pr) (0-1, 1-0, 0-0, 0-0, 0-0, 0-1) | Stars de Dallas | Marine Midland Arena 18 595 spectateurs |

| Feuille de match | Feuille de match                       | Feuille de match | Feuille de match                                                             | Feuille de match                                                      |
| ---------------- | -------------------------------------- | ---------------- | ---------------------------------------------------------------------------- | --------------------------------------------------------------------- |
|                  | Barnes (Primeau, Jitnik) — 38 min 21 s | 0-1 1-1 1-2      | Lehtinen (Modano, Ludwig) — 8 min 9 s Hull (Lehtinen, Modano) — 114 min 51 s | Arbitrage : Terry Gregson Bill McCreary Gordon Broseker Kevin Collins |
| Dominik Hašek    | Gardiens                               | Edward Belfour   |                                                                              | Arbitrage : Terry Gregson Bill McCreary Gordon Broseker Kevin Collins |
| 4 min            | Pénalités                              | 4 min            |                                                                              | Arbitrage : Terry Gregson Bill McCreary Gordon Broseker Kevin Collins |
| 54               | Tirs                                   | 50               |                                                                              | Arbitrage : Terry Gregson Bill McCreary Gordon Broseker Kevin Collins |

### Feuilles de match
Les feuilles de match sont issues du site officiel en français de la Ligue nationale de hockey : http://www.nhl.com

#### Quarts de finale d'association
1. ↑  New Jersey vs Pittsburgh - 22/04/99
2. ↑  New Jersey vs Pittsburgh - 24/04/99
3. ↑  New Jersey vs Pittsburgh - 25/04/99
4. ↑  New Jersey vs Pittsburgh - 27/04/99
5. ↑  New Jersey vs Pittsburgh - 30/04/99
6. ↑  New Jersey vs Pittsburgh - 2/05/99
7. ↑  New Jersey vs Pittsburgh - 4/05/99
8. ↑  Ottawa vs Buffalo - 21/04/99
9. ↑  Ottawa vs Buffalo - 23/04/99
10. ↑  Ottawa vs Buffalo - 25/04/99
11. ↑  Ottawa vs Buffalo - 27/04/99
12. ↑  Caroline vs Boston - 22/04/99
13. ↑  Caroline vs Boston - 24/04/99
14. ↑  Caroline vs Boston - 26/04/99
15. ↑  Caroline vs Boston - 28/04/99
16. ↑  Caroline vs Boston - 30/04/99
17. ↑  Caroline vs Boston - 2/05/99
18. ↑  Toronto vs Philadelphie - 22/04/99
19. ↑  Toronto vs Philadelphie - 24/04/99
20. ↑  Toronto vs Philadelphie - 26/04/99
21. ↑  Toronto vs Philadelphie - 28/04/99
22. ↑  Toronto vs Philadelphie - 30/04/99
23. ↑  Toronto vs Philadelphie - 2/05/99
24. ↑  Dallas vs Edmonton - 21/04/99
25. ↑  Dallas vs Edmonton - 23/04/99
26. ↑  Dallas vs Edmonton - 25/04/99
27. ↑  Dallas vs Edmonton - 27/04/99
28. ↑  Colorado vs San José - 24/04/99
29. ↑  Colorado vs San José - 26/04/99
30. ↑  Colorado vs San José - 28/04/99
31. ↑  Colorado vs San José - 30/04/99
32. ↑  Colorado vs San José - 1/05/99
33. ↑  Colorado vs San José - 3/05/99
34. ↑  Détroit vs Anaheim - 21/04/99
35. ↑  Détroit vs Anaheim - 23/04/99
36. ↑  Détroit vs Anaheim - 25/04/99
37. ↑  Détroit vs Anaheim - 27/04/99
38. ↑  Phoenix vs Saint-Louis- 22/04/99
39. ↑  Phoenix vs Saint-Louis- 24/04/99
40. ↑  Phoenix vs Saint-Louis- 25/04/99
41. ↑  Phoenix vs Saint-Louis- 27/04/99
42. ↑  Phoenix vs Saint-Louis- 30/04/99
43. ↑  Phoenix vs Saint-Louis- 2/05/99
44. ↑  Phoenix vs Saint-Louis- 4/05/99

#### Demi-finales d'association
1. ↑  Toronto vs Pittsburgh - 7/05/99
2. ↑  Toronto vs Pittsburgh - 9/05/99
3. ↑  Toronto vs Pittsburgh - 11/05/99
4. ↑  Toronto vs Pittsburgh - 13/05/99
5. ↑  Toronto vs Pittsburgh - 15/05/99
6. ↑  Toronto vs Pittsburgh - 17/05/99
7. ↑  Boston vs Buffalo - 6/05/99
8. ↑  Boston vs Buffalo - 9/05/99
9. ↑  Boston vs Buffalo - 12/05/99
10. ↑  Boston vs Buffalo - 14/05/99
11. ↑  Boston vs Buffalo - 16/05/99
12. ↑  Boston vs Buffalo - 18/05/99
13. ↑  Dallas vs Saint-Louis - 6/05/99
14. ↑  Dallas vs Saint-Louis - 8/05/99
15. ↑  Dallas vs Saint-Louis - 10/05/99
16. ↑  Dallas vs Saint-Louis - 12/05/99
17. ↑  Dallas vs Saint-Louis - 15/05/99
18. ↑  Dallas vs Saint-Louis - 17/05/99
19. ↑  Colorado vs Détroit - 7/05/99
20. ↑  Colorado vs Détroit - 9/05/99
21. ↑  Colorado vs Détroit - 11/05/99
22. ↑  Colorado vs Détroit - 13/05/99
23. ↑  Colorado vs Détroit - 16/05/99
24. ↑  Colorado vs Détroit - 18/05/99

#### Finales d'association
1. ↑  Toronto vs Buffalo - 23/05/99
2. ↑  Toronto vs Buffalo - 25/05/99
3. ↑  Toronto vs Buffalo - 27/05/99
4. ↑  Toronto vs Buffalo - 29/05/99
5. ↑  Toronto vs Buffalo - 31/05/99
6. ↑  Dallas vs Colorado - 22/05/99
7. ↑  Dallas vs Colorado - 24/05/99
8. ↑  Dallas vs Colorado - 26/05/99
9. ↑  Dallas vs Colorado - 28/05/99
10. ↑  Dallas vs Colorado - 30/05/99
11. ↑  Dallas vs Colorado - 1/06/99
12. ↑  Dallas vs Colorado - 4/06/99

#### Finale de la Coupe Stanley
1. ↑  Buffalo vs Dallas - 8/06/99
2. ↑  Buffalo vs Dallas - 10/06/99
3. ↑  Buffalo vs Dallas - 12/06/99
4. ↑  Buffalo vs Dallas - 15/06/99
5. ↑  Buffalo vs Dallas - 17/06/99
6. ↑  Buffalo vs Dallas - 19/06/99